# Le presenze invisibili
Le presenze invisibili, pubblicato anche come Le presenze invisibili - Tutti i racconti (in originale The Collected Stories of Philip K. Dick), è una raccolta dei racconti di fantascienza dello scrittore statunitense Philip K. Dick.
Molti dei racconti sono stati originariamente pubblicati sulle riviste The Magazine of Fantasy and Science Fiction, Planet Stories, If, Galaxy Science Fiction, Imagination, Space Science Fiction, Fantastic Story Magazine, Amazing Stories, Future, Cosmos, Fantasy Fiction, Beyond Fantasy Fiction, Thrilling Wonder Stories, Startling Stories, Fantastic Universe, Science Fiction Quarterly, Astounding, Science Fiction Adventures, Science Fiction Stories, Orbit, Satellite, Imaginative Tales, Fantastic, Worlds of Tomorrow, Escapade, Famous Science Fiction, Niekas, Rolling Stone College Papers, Interzone, Playboy, Omni e The Yuba City High Times.
Pubblicato in originale in cinque volumi nel 1987, in Italia è stato pubblicato in quattro volumi tra il 1994 e il 1997 da Arnoldo Mondadori Editore. Successivamente la raccolta è stata ristampata da Fanucci Editore tra il 2006 e il 2009, col titolo Tutti i racconti, sempre divisa in quattro volumi.

## Racconti

### Volume 1

#### Stabilità
(Titolo originale: Stability)
La storia è ambientata in un futuro in cui la razza umana ha raggiunto il proprio apice ed è governata dalla Stabilità, che controlla ed elimina ogni deviazione dallo stato di cose.

Al protagonista, Robert Benton, viene restituita un'invenzione per la quale è stato rifiutato il brevetto in quanto contraria alla Stabilità. Benton però non ricorda di aver mai inventato alcunché e non riconosce il congegno. Per scoprire di cosa si tratti lo aziona e viene trasportato in un altro tempo-mondo, dove raccoglie una sfera al cui interno è stata rinchiusa un'antica città malvagia, e ne viene controllato. Raccoglie dunque la sua "invenzione", una macchina del tempo, e viaggia nel proprio passato per lasciarla all'ufficio brevetti, in modo che possa venirgli consegnata all'inizio della storia. La macchina del tempo, chiusa nella propria spirale temporale, cessa di esistere, ma la sfera è libera dalla propria prigione temporale. Nonostante l'intervento del governo, Benton rompe la sfera e la sua realtà viene sostituita con un'altra, nella quale gli umani sono schiavi della Città.

#### Ora tocca al wub
(Titolo originale: Beyond Lies the Wub)
Il capitano Franco si ritrova nella sua astronave un Wub, una grossa e informe creatura simile a un maiale che però possiede una coscienza e ama discutere di filosofia. L'ufficiale vorrebbe uccidere l'alieno per poi mangiarselo, ma il Wub è dotato di singolari poteri mentali che ribalteranno la situazione.

#### Il cannone
(Titolo originale: The Gun)
Una spedizione archeologica si reca in un pianeta completamente distrutto da una guerra nucleare, ma la nave viene colpita da un cannone che anticamente era stato programmato per sparare su qualunque cosa si muovesse. Prima di ripartire, i membri della spedizione dovranno mettere fuori uso la micidiale arma, ma c'è ancora qualcosa che non hanno previsto.

#### Il teschio
(Titolo originale: The Skull)
Conger, un killer finito in prigione, viene inaspettatamente scarcerato: in cambio, le autorità vogliono che ritorni nel passato e uccida il misterioso fondatore della Prima Chiesa, un importante gruppo religioso che predica la non-violenza e che si oppone alle politiche governative. Il teschio del fondatore, le cui sembianze sono sconosciute, è l'unico elemento per individuarlo e ucciderlo prima che possa gettare il seme del nuovo culto; tornato nell'America del 1961, Conger scoprirà che il misterioso individuo non è altro che lui stesso.

#### Minibattaglia
(Titolo originale: The Little Movement)
Un gruppo di soldatini a molla e giocattoli militari senzienti decide di prendere il sopravvento sulla razza umana. Non potendo affrontare direttamente il nemico, gli Adulti, cercano di scardinare le difese dall'interno avvantaggiandosi di coloro che credono i subordinati della classe dominante, ovvero i Bambini. L'intera operazione è narrata dal punto di vista di un soldatino meccanico che si fa chiamare "Monsignore", uno dei pochi giocattoli che sono riusciti a finire nelle mani di un bambino prima di essere distrutti dagli Adulti. Monsignore tenterà di far scattare la "Fase Due" dell'operazione, ma sarà distrutto dall'inaspettato intervento di tre peluche, anch'essi senzienti.

#### I difensori della Terra
(Titolo originale: The Defenders)
Il racconto è ambientato in un futuro distopico nel quale una guerra nucleare tra U.S.A. e U.R.S.S. ha costretto tutti gli esseri umani a vivere diversi chilometri sottoterra per sopravvivere al fallout radioattivo. La guerra in superficie viene condotta da robot e macchine di diverso tipo, tutte chiamate plumbei. Ogni informazione sullo stato del conflitto e sullo stato del pianeta viene fornita dalle registrazioni dei plumbei, che vengono coordinate da diversi Consigli sparsi per il pianeta e formati da robot di Classe A, quella tecnologicamente più avanzata. La situazione è stazionaria da otto anni.
L'ufficiale statunitense Don Taylor viene convocato dai suoi superiori per l'ispezione di un plumbeo appena ritornato dalla superficie. Il robot afferma, come del resto ogni altro, che la vita sulla Terra è impossibile a causa delle massicce radiazioni e delle nuove armi intelligenti. Appena ha depositato il suo rapporto, però, viene disattivato con un inganno da Franks, superiore di Taylor. Franks mostra al protagonista come il plumbeo stesse mentendo: su di lui non c'è traccia di radiazioni. La macchina viene così riattivata come se niente fosse successo e i militari statunitensi fingono di credere al rapporto.
Segretamente, Taylor, Franks e altri ufficiali preparano una spedizione in superficie, con l'obiettivo di controllare l'attività dei plumbei e, se necessario, distruggerli con armi apposite. Del resto, i robot sono programmati (con un sistema simile alle tre leggi della robotica) a non uccidere gli esseri umani, per cui non si aspettano alcuna resistenza.
Una volta in superficie, gli ufficiali scoprono la verità: non c'è nessuna guerra. La guerra è finita pochi giorni dopo che gli esseri umani si sono trasferiti sottoterra. Nel frattempo, i plumbei americani e quelli russi si sono accordati per ricostruire il pianeta e il suo ecosistema, ritenendo il conflitto illogico. Per proteggere il pianeta dalla furia distruttiva degli umani, ma anche per proteggere la razza umana da sé stessa, hanno architettato l'inganno del fallout, usando finti filmati e fotografie che scattavano su modellini in scala. Per otto anni hanno tenuto gli umani sottoterra e ora il pianeta è rifiorito.
Quando Franks tenta di tornare al Tubo che porta sottoterra per avvertire il governo, scopre che questo è stato sigillato dai plumbei: non potendo uccidere gli scomodi testimoni, i robot hanno aggirato la loro programmazione bloccandoli in superficie. Un plumbeo di Classe A si avvicina agli americani e spiega loro che, quando riterranno l'umanità pronta, permetteranno a tutti di tornare in superficie. Secondo la macchina, questo giorno non è lontano e per dimostrarlo fa arrivare con un aereo una squadra di soldati dell'Unione Sovietica, che si era accorta dell'inganno sei mesi prima degli americani e quindi era tornata ad abitare in superficie.
Militari russi e americani, costretti a vivere in superficie insieme e senza provviste, decidono di occupare un vecchio villaggio e lavorare insieme per sopravvivere. Il racconto si conclude con uno scambio di battute amichevole tra Franks e l'ufficiale in comando russo, segno che la profezia del plumbeo si sta avverando.

#### La mente dell'astronave
(Titolo originale: Mr. Spaceship)
Per vincere la guerra contro gli yuk, che utilizzano delle mine spaziali biologiche, le forze armate terrestri decidono di creare un prototipo di astronave comandata da un cervello umano; la scelta cade sul vecchio Professor Thomas, di cui Kramer, uno dei tecnici dell'esercito era stato allievo. Incredibilmente il Professore accetta la proposta, ma una volta costruita, la nave non risponde ai comandi e vola via: Thomas ha un progetto in mente che coinvolge proprio il suo ex-studente.

#### I Pifferai
(Titolo originale: Piper in the Woods)
Dei promettenti ufficiali in missione nell'asteroide Y-3 assumono, uno dopo l'altro, il comportamento delle piante, rinunciando a responsabilità e prospettive di carriera. Il Dottor Harris, incaricato di risolvere il caso, scopre che la stupefacente trasformazione è avvenuta a seguito di un incontro con dei fantomatici "Pifferai" nei boschi di Y-3, e vi si reca per indagare.

#### Ruug
(Titolo originale: Roog. Anche tradotto come Roog)
Narra la storia di un cane di nome Boris che aspetta ogni venerdì, giorno di ritiro del pattume, per abbaiare ai funzionari della nettezza urbana, colpevoli secondo lui, di rubare il prezioso cibo che ogni giorno i suoi padroni conservano nei grandi contenitori di metallo nel giardino. Boris, dunque, pensa di proteggere i suoi padroni e la loro casa e vede quelli della nettezza urbana come dei terribili mostri che minacciano la sua famiglia. Il nobile fine di Boris però è deriso dai suoi nemici e anche dalla sua famiglia che lo pensa pazzo. Il termine "Roog" è il nucleo attorno a cui gira l'intero racconto, narrato dal punto di vista del cane, e scoprire il suo significato svela le dinamiche della storia narrata. La morale del racconto è quella di comprendere il punto di vista altrui, scoprendo che una volta fatto ciò si può dedurre il suo mondo e capirlo.
È il primo racconto venduto da Dick alla rivista Magazine of Fantasy & Science Fiction nel 1951, grazie all'amico Tony Boucher che ringrazia e ricorda in una nota. Il racconto era stato proposto anche a una celebre curatrice di antologie che l'aveva però rifiutato non comprendendo il significato della storia. Nel 1971 discute il racconto in una scuola con alcuni alunni e si compiace che tutti avevano capito la morale della storia, e che il primo a comprendere il significato del termine "Roog" è stato un ragazzino cieco.

#### Il mondo che lei voleva
(Titolo originale: The World She Wanted, 1953)
Un uomo è alla ricerca di una donna, ma è una donna a trovare lui. La donna sostiene che lui non è altro che un personaggio del suo mondo, un mondo controllato da lei in cui lui non ha nessuna possibilità di dare voce alle sue volontà e che ci sono tanti mondi quante sono le persone che abitano il pianeta. Ecco che così, lei integra il protagonista nella sua realtà assegnandogli un destino, ma forse quello non era veramente il suo mondo.

#### Invasione oculare
(Titolo originale: The Eyes Have It, 1953)
Un uomo, incapace di comprendere le metafore, dopo aver letto un libro in cui si trovavano espressioni come "i suoi occhi si posarono su di me", comincia a credere all'imminente invasione aliena da parte di organismi unicellulari in grado di dividere le loro parti del corpo infinitamente. Comincia a pensare a un complotto alieno con radici profonde nel sistema ed è così impaurito da voler fare finta di niente sino a quando questi esseri non si manifestino.
Il racconto si chiude con la frase dell'uomo che esclama: "Non ho assolutamente lo stomaco per cose del genere".

#### Cavie
(Titolo originale: The Infinites, 1953)
Degli astronauti sono in missione nello spazio, quando incrociano un asteroide radioattivo. Le cavie (dei porcellini d'India) portate in viaggio per appurare le condizioni di vita sui nuovi pianeti scoperti, muoiono immediatamente, mentre al resto dell'equipaggio tocca una sorte più terribile: mutazioni. 
L'equipaggio, formato da due uomini e una donna, sviluppa gli stessi sintomi: perdita delle unghie, dei capelli, della vista e comparsa di poteri telepatici. Si rendono dunque conto di non essersi trasformati in mostri, ma di star evolvendo.
Si creano due fazioni: il capitano e la donna vogliono rimanere nello spazio per evitare di contagiare gli altri terrestri, mentre l'altro uomo a bordo vuole tornare sulla Terra per dominare gli uomini con la forza e le sue nuove capacità. 
Arrivano a uno scontro dove la donna muore, ma prima che la situazione degeneri ulteriormente, esseri di pura energia uccidono il malvagio e resuscitano la donna: sono i porcellini d'India che, esposti alle radiazioni dell'asteroide prima del resto dell'equipaggio, sono evoluti più in fretta e arrivando prima allo stadio evolutivo ultimo e più completo.
Essi poi, riportano alla normalità il capitano e la donna che sono ben felici di tornare come prima e spariscono nello spazio infinito.

#### La macchina salvamusica
(Titolo originale: The Preserving Machine, 1953)
Un uomo è ossessionato dalla possibilità che con la distruzione del genere umano la musica venga dimenticata. Allora scrive ad alcuni scienziati che gli fabbricano una macchina che trasforma la musica in animali, così che essi possano sopravvivere anche dopo la scomparsa dell'uomo. Il protagonista però lascia liberi questi animali nel bosco ed essi mutano per adattarsi all'ambiente e quando usa il procedimento inverso col macchinario (cioè trasformare l'animale nella musica) scopre che il risultato è qualcosa di terribilmente diverso. Decide dunque che l'esperimento della macchina salva-musica è un fallimento.

#### La signora dei biscotti
(Titolo originale: The Cookie Lady, 1953)
Una vecchia signora scopre che stando accanto a un ragazzino del quartiere, ringiovanisce. Attira dunque questo ragazzino sempre più spesso nella sua casa, promettendogli dei biscotti. La giovinezza temporanea però non le basta e decide di volere di più.

#### Impostore
(Titolo originale: Impostor. Tradotto anche come L'impostore)
Impostore è un racconto ambientato in un futuro in cui la Terra è in guerra con una specie aliena. Il protagonista è Spencer Olham, uno dei migliori scienziati terrestri intento a sviluppare armi contro gli invasori. Il racconto descrive gli ultimi giorni di Olham che viene braccato dalla polizia dato che questa ritiene che il vero Spencer Olham sia stato sostituito da un androide alieno progettato per uccidere un governatore terrestre tramite una bomba impiantata nel suo corpo. Olham durante tutto il racconto scappa dalla polizia e cerca in tutti i modi di provare la propria identità e quindi evitare l'eliminazione da parte della polizia. La storia si conclude quando Olham cercando di trovare la nave aliena, precipitata sulla terra, per dimostrare a tutti di essere un vero essere umano, trova invece i resti del vero Olham. Al rendersi contro di essere davvero un androide, esplode distruggendo il pianeta terra.
Dal racconto è stato tratto il film omonimo Impostor diretto da Gary Fleder e interpretato da Gary Sinise. Il film segue abbastanza fedelmente il racconto. Ne è stato inoltre tratto un episodio della seconda stagione della serie televisiva Il fascino dell'insolito prodotta dalla RAI nel 1981.

#### Previdenza
(Titolo originale: Paycheck. Tradotto anche: I labirinti della memoria e Labirinti della memoria)
L'abile ingegnere elettronico Jennings ha appena terminato un particolare contratto di due anni per la Rethrick Constructions, secondo il quale avrebbe ricevuto una grossa quantità di soldi ma gli sarebbe stata cancellata la memoria di quei due anni. Al suo risveglio scopre tuttavia di aver applicato una clausola per rinunciare ai soldi in cambio di un sacchetto di stoffa contenente sette oggetti apparentemente inutili. Appena uscito dal palazzo viene interrogato e detenuto dalla polizia, che vuole informazioni sulle ricerche di Rethrick. Utilizzando uno degli oggetti ricevuti, Jennings riesce a scappare. Anche gli altri oggetti si rivelano utili per Jennings, che fugge, trova l'ubicazione dello stabilimento di Rethrick e riesce a introdurvisi. Scopre quindi che la Rethrick Constructions ha realizzato illegalmente uno specchio e un artiglio temporali, che permettono di vedere e prendere degli oggetti attraverso il tempo, e capisce di aver utilizzato lui stesso quegli strumenti in passato, stilando la lista degli oggetti da ricevere alla fine del contratto. Utilizzando gli ultimi oggetti, Jennings riesce con il ricatto a entrare nell'azienda come socio.
Dick scrive, nelle note al racconto: "Il viaggiatore del tempo saprebbe quando una moneta può salvargli la vita. E, tornato nel passato, potrebbe preferire quella moneta a qualunque cifra di denaro, anche la più grande".
Nel 2003 da questo racconto è stato liberamente tratto il film d'azione Paycheck di John Woo, con Ben Affleck nel ruolo di Jennings.

#### Colonia
(Titolo originale: Colony, 1953)
Una squadra di ricognizione spaziale arriva su un pianeta molto simile alla Terra e disabitato. Dopo esser scesi sulla terraferma, sull'astronave cominciano ad accadere cose strane: gli oggetti prendono vita e tentano di uccidere i membri dell'equipaggio. Si scoprirà che non sono gli oggetti a prendere vita, ma i nativi del pianeta, organismi che riescono ad assumere l'esatto aspetto degli oggetti, per cacciare gli invasori.

#### Pirati cosmici
(Titolo originale: The Cosmic Poachers)
L'equipaggio di un'astronave terrestre riesce a sottomettere quelli che sembrano pirati spaziali e a recuperare il loro tesoro: pietre bellissime simili a gioielli che l'equipaggio decide di portare sulla Terra per ricavare denaro. Nel dialogo finale però, tra due "pirati cosmici", si scopre che le pietre non sono altro che uova aliene che su un pianeta umido come la Terra possono schiudersi molto in fretta.

#### Un uomo a rischio
(Titolo originale: Expendable)
Gli insetti cominciano a parlare con un uomo rivelandogli che i terrestri sono in realtà alieni arrivati sul pianeta e che hanno ingaggiato una lotta furiosa con i nativi con perdite da ambo le parti, ma che adesso questi nativi, evoluti in formiche e termiti, vogliono la loro vendetta.

#### L'uomo Variabile
(Titolo originale: The Variable Man)
I terrestri sono in guerra contro la stella di Centauro che impedisce loro di visitare il resto dell'universo. Non possono però iniziare una guerra poiché secondo il computer delle variabili, il risultato sarebbe sempre contro i terrestri. Allora decidono di utilizzare una bomba molto speciale che nasce in realtà da un esperimento per il viaggio interstellare fallito: la bomba viene fatta scomparire nello spazio a una velocità superiore a quella della luce, crescendo di massa in una dimensione sconosciuta a loro, per poi riapparire in un punto dello spazio calcolato ed esplode senza che nessun radar o difesa la possa intercettare. Decidono allora di ricorrere alla bomba e il computer è finalmente in favore dei terrestri; nell'esperimento però viene portato nel loro tempo un uomo del passato che sconvolge tutti i calcoli così che il computer non riesce più a determinare il risultato della guerra: dunque, per questo, è un uomo-variabile. 
L'uomo, chiamato Thomas Cole, viene braccato per essere ucciso, perché solo così il computer ritornerebbe a calcolare correttamente, ma viene aiutato a scappare da Sherikov che vuole attuare un colpo di Stato. Nella sua fuga, quest'uomo del passato dimostra grande abilità con qualsiasi macchinario, anche con dispositivi sconosciuti. 
Sherikov riesce a rovesciare i suoi nemici e a convincere il governo a non continuare la guerra, perché l'uomo-variabile aveva risolto l'esperimento del viaggio interstellare fallito tanti anni prima. Era quindi di nuovo possibile viaggiare oltre Centauro eludendo le sue difese. Thomas Cole sta per essere rimandato nel suo tempo quando Sherikov, conscio della grande abilità dell'uomo-variabile a risolvere i problemi di funzionamento di sistemi complessi, lo incarica, senza che se ne accorga, di perfezionare un sistema politico rivoluzionario in grado di dare davvero il potere al popolo.

#### L'infaticabile ranocchio
(Titolo originale: The Indefatigable Frog)
Hardy e Grote sono due professori in disaccordo sul paradosso di Zenone: secondo il primo, un ranocchio non riuscirebbe mai a raggiungere il suo traguardo, mentre a giudizio del secondo, ci riuscirebbe.
Hardy è così infuriato con l'altro professore da cogliere al balzo la possibilità data loro dal preside, di mettere a punto una macchina in grado di stabilire finalmente chi dei due abbia ragione, per uccidere il suo collega.
Questo apparecchio infatti, trasforma l'organismo presente nel tubo in un essere sempre più piccolo. Hardy fa entrare Grote con l'inganno nel tubo e il professore, convinto di riuscire alla fine a raggiungere il traguardo, continua a proseguire e a diventare sempre più piccolo fino a quando, divenuto più minuscolo di un atomo, attraversa il pavimento e precipita nell'aula del professor Hardy. Hardy è stravolto e cerca di spiegarsi con Grote, ma Grote non lo sta nemmeno a sentire: in realtà per lui non ha nessuna importanza che il collega abbia tentato di ucciderlo, anzi, è molto felice di aver avuto ragione sul paradosso.

#### Il sobborgo dimenticato
(Titolo originale: The Commuter. Anche tradotto come Il pendolare)
Bob Paine è il vicedirettore della stazione ferroviaria di Jacksonville e si trova alla prese con la singolare richiesta di Ernest Critchet, un misterioso assicuratore che ogni giorno viene alla biglietteria chiedendo un blocchetto di biglietti del Treno B per Macon Heights, una località che non esiste. Ogni volta che Critchet viene messo di fronte all'evidenza dei fatti (la cittadina non compare su nessuna cartina, atlante o elenco di fermate), svanisce nel nulla. Turbato da quanto accade, Paine chiede alla fidanzata Laura Nichols di controllare presso il tribunale e il catasto se un sobborgo con quel nome è mai esistito. Nel frattempo, basandosi sulle affermazioni di Critchet (linea, durata del tragitto, direzione), Bob calcola la posizione approssimativa di Macon Heights e prende il Treno B per controllare. All'andata non vede altro che campi e pali telefonici, ma al ritorno il Treno B ferma effettivamente a Macon Heights e un uomo scende dal treno, incamminandosi verso un banco di nebbia. Paine non riesce a scorgere né edifici né strade né alcuna stazione, ma con un sussulto di orrore vede il pendolare fluttuare nella nebbia come se salisse delle scale.
Sempre più spaventato, Paine torna da Laura, che gli rivela che Macon Heights era il nome scelto per un sobborgo di Jacksonville mai costruito. La proposta edilizia venne bocciata sette anni prima a una riunione a cui anche Paine aveva partecipato. Convinto che, in qualche modo, il passato stia mutando, modificando anche il presente, il protagonista riprende il treno per Macon Heights. Alla fermata, stavolta, trova una vera cittadina e non il banco di nebbia: un intero sobborgo ordinato, pulito, ideale sotto ogni punto di vista.
Di ritorno a Jacksonville, Bob si accorge che anche la città sta mutando, come "contagiata" da Macon Heights. Vede la sede delle assicurazioni in cui Critchet diceva di lavorare, nuovi negozi che non ricordava, case al posto di esercizi pubblici che sono spariti. Terrorizzato dall'idea che il nuovo presente possa aver cancellato Laura, corre a casa della donna. La sua fidanzata è ancora lì, ma adesso è sua moglie e i due hanno anche un figlio. Improvvisamente, Bob Paine accetta i nuovi ricordi e il nuovo presente e giudica il suo stato d'animo confuso come conseguenza di un'insolazione.

#### In giardino
(Titolo originale: Out in the Garden)
Robert è un uomo molto geloso, così geloso da credere che il cigno di cui la moglie aveva molta cura, potesse abusare di lei come nella leggenda di Leda. Si sbarazza allora del cigno, secondo lui solo uno sporco mangiatore di vermi, approfittando dell'imminente nascita del figlio, così che la moglie Peg, troppo occupata a fare la madre, si sarebbe presto dimenticata dell'animale. 
Il bambino nasce, ma Robert non riesce ancora a vedere in lui alcuna somiglianza, tanto da credere che non sia suo figlio. Inoltre è anche molto invidioso dalla complicità che ha con Peg perché vorrebbe essere più partecipe nella sua vita.
Quando il figlio allora lo invita a una festa segreta di cui nemmeno la madre è al corrente, è molto felice. Si convince così, che Stephen sia suo figlio, ma ciò che vedrà in questa "festa segreta" lo farà nuovamente titubare: il bambino mangia vermi, proprio come il cigno!

#### Il re degli Elfi
(Titolo originale: The King of the Elves)

Shadrach Jones, anziano gestore di una stazione di servizio a Derryville, Colorado, viene visitato durante la notte da un gruppo di elfi. Le creature, spaventate e infreddolite, stanno cercando un rifugio per il loro re, vecchio e malato. Pur con qualche scetticismo iniziale, Jones concede loro di dormire in casa sua. Durante la notte, però, il re degli elfi spira, nominando proprio Shadrach come suo successore. Convintosi dell'esistenza di questi folletti, l'anziano accetta di capitanarli in una battaglia contro gli Orchi. Nel frattempo il migliore amico di Jones, Phineas Judd, e gli altri abitanti della cittadina, sospettano che Shadrach sia impazzito o che le sue storie fantastiche non siano altro che uno stratagemma per attirare clienti alla stazione di servizio.
Una notte, un elfo in armatura compare vicino alle pompe di benzina, portando un messaggio per Jones: in quanto Re degli Elfi, deve recarsi a mezzanotte all'Antica Quercia per raccogliere l'esercito e prepararsi alla guerra. Shadrach intuisce a quale albero si riferisce l'elfo, ma c'è un problema: la quercia si trova proprio al centro della tenuta di Phineas Judd. Nonostante il buio, Judd si accorge della presenza dell'amico nella sua proprietà e lo invita in casa mostrandosi preoccupato per la sua salute. Pur mostrando di assecondare Jones, Judd lo convince a rinunciare alla sua "missione" e a tornare a casa. Mentre i due si congedano, però, Phineas viene illuminato dalla luce della luna e Shadrach ha la netta sensazione che l'amico sia in realtà un orco. Brandendo un'asse staccata da una botte, lo aggredisce e Judd rivela la sua vera natura: è il Re degli Orchi. Una moltitudine di piccoli orchi esce dal seminterrato della casa di Phineas, dando inizio alla battaglia.
Jones riesce a colpire mortalmente il vecchio amico, ma viene sopraffatto dai piccoli mostri. Solo l'intervento dell'intero esercito degli elfi, comparso nel frattempo nei pressi dell'Antica Quercia, salva l'anziano da morte certa. La battaglia si conclude con la vittoria degli Elfi. Shadrach Jones, stanco e ferito, dice alle creature che ora preferirebbe tornare alla sua vecchia vita e rinunciare alla corona. Dopo qualche passo verso casa, però, ci ripensa: la vita con gli Elfi è quanto di meglio abbia mai avuto.

#### Il mondo in una bolla
(Titolo originale: The Trouble with Bubbles)
In una società delusa dall'inconcludente esplorazione spaziale si passa il tempo costruendo mondi subatomici dentro delle bolle "Creamondo", distruggendole alla fine di concorsi di "bellezza". Nathan Hull disgustato da questa usanza cerca invano di mettere fuori legge le bolle. Quando infine un contatto con degli alieni fa risorgere gli animi e dimenticare le bolle, una catastrofe "naturale" imponente fa balenare nella mente del protagonista che forse anche il "suo" mondo è un passatempo di qualcun altro.

#### Il Grande C
(Titolo originale: The Great C)
Il protagonista del racconto è un ragazzo appartenente a una tribù, in un mondo post-apocalittico distrutto da quella che è definita una "pioggia di atomi". Ogni anno la tribù sceglie un ragazzo che dovrà compiere un lungo viaggio per arrivare in prossimità dei resti di una città dove si trova il Grande C a cui dovrà porgere tre domande, su cui la tribù ha lavorato tutto l'anno, nella speranza che esso non sappia rispondere altrimenti il ragazzo diventerà la sua cena, "il suo tributo".
Il Grande C non è altro che un computer potentissimo, ritenuto responsabile della "pioggia di atomi" e della distruzione della civiltà. Il computer dice di saper rispondere a qualsiasi domanda e infatti ogni questione posta a esso dal ragazzo viene risolta, anche domande su avvenimenti precedenti alla sua esistenza.
Dopo che il ragazzo viene sacrificato, i saggi si chiedono per quanto tempo dovranno continuare questi tributi e come mai il Grande C si nutra di persone. L'ipotesi è che durante la "pioggia di atomi", qualcosa ha danneggiato i circuiti del computer così che esso ha dovuto riadattare le sue abitudini di rifornimento.

#### Tony e i coleotteri
(Titolo originale: Tony and the Beetles)
Tony è un bambino che è nato e vive su un pianeta colonizzato dal suo popolo, i terrestri, che sono perennemente in guerra con la popolazione locale che tenta di scacciare gli invasori. I terrestri si riferiscono a questo popolo, in modo dispregiativo, come coleotteri. Tony non ha niente contro i nativi, al contrario di suo padre che vorrebbe combatterli in guerra, ma è troppo vecchio per arruolarsi. Tony va sempre a giocare da cinque anni nella città dei nativi e ha per amici quelli che suo padre chiama "coleotteri", ma qualcosa sta cambiando: i "coleotteri" stanno per vincere la guerra e scacciare gli invasori e non sono più disposti a tollerare i terrestri, "i vermi bianchi", o a essere amici con Tony. Anche il bambino che frequenta la città da cinque anni è diventato un nemico.

#### Un certo tipo di vita
(Titolo originale: Some Kinds of Life)
La signora Joan vede partire per le guerre intergalattiche e non tornare, prima suo marito e poi suo figlio. Tutte queste guerre sono state ingaggiate per continuare a estrarre dai pianeti colonizzati, materiali per far funzionare le cucine, i test attitudinali, le porte, le case, altrimenti si tornerebbe alla tecnologia di allora. Quindi sono guerre per mantenere un "certo tipo di vita".
Alla fine anche la signora Joan viene arruolata, poiché le guerre richiedono ingenti sforzi umani e la donna si chiede chi rimanga sulla Terra per godere di quel "certo tipo di vita". La risposta viene data nel finale del racconto da due alieni, che giungono sul pianeta Terra e trovano una civiltà avanzata con una tecnologia all'avanguardia, ma nessun essere umano.

#### Il pianeta impossibile
(Titolo originale: The Impossible Planet)
Una donna di oltre 300 anni arriva a una stazione intergalattica e chiede, dietro compenso di una cospicua somma di denaro, di visitare il pianeta Terra prima di morire. Il pianeta Terra è considerato però una leggenda, pari ad Atlantide. 
Il compenso però, è davvero troppo alto per lasciarselo scappare e allora il capitano della nave mette in piedi un'impostura, portando la vecchia su un pianeta che sulla carta ha delle somiglianze con Terra: un pianeta che è il terzo di un sistema solare formato da nove pianeti, con un'unica luna.
Giungono così su un pianeta spoglio e desolato. Il capitano mente alla donna, dicendole che quel pianeta è Terra, ma nulla è rimasto in vita per riconoscerlo. La vecchia rimane delusa, ma crede di aver visitato finalmente il suo luogo d'origine e riparte col resto dell'equipaggio. Prima però, un membro dell'equipaggio trova un oggetto a forma di disco, forse una moneta con incise le parole: E PLURIBUS UNUM. Si tratta proprio del motto statunitense stampato sulle monete e le banconote, quindi il capitano aveva davvero trovato il leggendario pianeta Terra, ma nessuno se ne accorge e ripartono.

#### Pianeta alieno
(Titolo originale: Planet for Transients)
L'equipaggio di un'astronave arriva sul pianeta Terra alla ricerca degli esseri umani. Si presenta loro un paesaggio distrutto dalle guerre e dalle radiazioni, dove i veri terrestri sono diventati gli organismi che si sono saputi adattare a questo nuovo ambiente, mentre gli esseri umani stanno per abbandonare un pianeta in cui non riescono più a vivere alla ricerca di una nuova casa.

#### L'impiccato
(Titolo originale: The Hanging Stranger)
Ed Loyce, titolare di un negozio di televisori, passa una giornata lavorando in cantina per rinforzare le fondamenta della sua casa. Verso sera, decide di uscire in auto per andare a controllare come stanno andando le cose nel suo negozio. Poco prima di arrivare, però, vede un uomo impiccato a un lampione lungo la strada. Si ferma e cerca di attirare l'attenzione dei passanti, ma nessuno sembra far caso al cadavere che penzola dal palo. Sempre più agitato, Loyce chiama i suoi colleghi e dipendenti del negozio, ma anche loro si comportano come se la cosa fosse ordinaria amministrazione e sembrano più preoccupati per la salute mentale di Ed che non per l'uomo impiccato. Compaiono infine due poliziotti, che invece di occuparsi del cadavere, chiedono a Loyce di seguirli in commissariato.
In macchina con i poliziotti, il protagonista si scusa per il suo comportamento e finge di calmarsi. In realtà, Loyce è in rapporti di amicizia con tutti gli agenti della zona e sa che quelli non sono veri poliziotti. Così, alla prima occasione apre la portiera e si lancia dall'auto in corsa, nascondendosi tra i vicoli. Durante la fuga, capita per caso di fronte al municipio della città: sul tetto è comparso un enorme vortice grigio, che sale fino al cielo. All'interno del vortice, Ed nota alcune figure simili a giganteschi insetti con le ali: questi esseri ronzano intorno al tetto e ogni tanto si lanciano in picchiata al suo interno. Le persone davanti e dentro all'edificio non sembrano farci caso.
Ed Loyce capisce così che si trova di fronte a un'invasione: questi esseri stanno colonizzando la Terra una cittadina alla volta, impossessandosi delle persone e iniziando dai punti-chiave degli insediamenti. Fugge verso casa e intima alla moglie e ai due figli di preparare immediatamente i bagagli per fuggire, ma i suoi familiari non sembrano reagire al suo stato d'ansia. Il protagonista capisce così che anche loro sono stati "posseduti" e che lui si è salvato semplicemente perché ha passato la giornata in cantina. Ne ha la conferma quando il suo figlio più piccolo si rivela per ciò che è: un gigantesco insetto simile a una mosca, che lo attacca con un pungiglione. Loyce è così costretto a ucciderlo con un coltello da cucina e a fuggire nei boschi, mentre altri insetti iniziano a inseguirlo.
Passa l'intera notte correndo nella foresta, con gli insetti alle calcagna. Solo all'alba riesce a raggiungere una cittadina vicina e si accorge che gli invasori hanno smesso di dargli la caccia. Corre alla stazione di polizia locale per dare l'allarme e racconta tutta la sua storia.

#### Progetto: Terra
(Titolo originale: Project: Earth)
Il signor Billings è un vicino di casa strano, forse un comunista che trama per distruggere l'America o chissà che altro. 
Il piccolo Tommy decide di scoprirlo e va a casa sua trovando degli esseri strani contenuti in una scatola: omini dalle sembianze di esseri umani con le antenne.

Billings rivela che quello è il progetto C, iniziato dopo i fallimenti dei progetti A e B.

Billings è quindi un essere di un altro pianeta che si occupa di fare ricerche per popolare i mondi, come è successo per gli esseri umani, facenti parte del progetto B.
Tutti i progetti sono infatti falliti perché gli esseri si ribellano e cercano di diventare indipendenti e il compito di Billings è quello di studiare tale problema.
Quando Tommy però, ruba 9 esseri del progetto, li veste e li istruisce, il signor Billings riappropriandosene, scopre che tutti i progetti falliranno perché gli esseri del progetto precedente influenzeranno sempre e comunque in modo negativo gli esseri del progetto successivo.

#### La barca
(Titolo originale: The Builder)
Il signor Elwood è un ex soldato che da quando è tornato dalla guerra, è ossessionato dalla costruzione di una barca.
Questo impegno non gli occupa solo il tempo libero, ma diventa una sorta di mania a cui ricorre quando si sente a disagio e il pensiero ricorrente in tutte le attività della sua giornata. I vicini lo scherniscono alle spalle, mentre la moglie ha iniziato a credere che sia pazzo, ma lui va avanti nella costruzione della barca e trova conforto solo nell'aiuto del figlio.
Quando finalmente finisce la barca, si accorge di non aver pensato ad alcun metodo di propulsione, come se la barca non servisse per andare in mare aperto. Non riesce a spiegarsi cosa lo ha spinto a costruirla, ma ne capisce la funzione quando cominciano a cadere gocce di pioggia nera: segno di un disastro nucleare.

### Volume 2

#### La cripta di cristallo
(Titolo originale: The Crystal Cript)
La Terra e Marte sono sull'orlo di una guerra. Mentre una nave spaziale piena di terrestri sta lasciando la superficie marziana alla volta del pianeta natio, tre persone raccontano a un ragazzo come hanno fatto a infiltrarsi nella più grande città marziana e installare un marchingegno che ha permesso loro di rimpicciolirla e riporla in una piccola sfera di cristallo per poi chiedere un riscatto ai marziani, motivo per il quale ora sono ricercati. Quando il racconto termina il ragazzo svela loro di essere una delle persone che dà loro la caccia.

#### Breve vita felice di una scarpa marrone
(Titolo originale: The Short Happy Life of the Brown Oxford)
Un uomo ha inventato una macchina simile a un forno in grado di dar vita agli oggetti sfruttando il "Principio di Irritazione", un processo col quale scaldando un oggetto esso verrà "irritato" e prenderà vita. L'uomo mostra la macchina a un suo amico ma essa sembra non funzionare, per cui gliela vende per soli cinque dollari. L'amico dell'inventore vi mette all'interno le sue scarpe bagnate per farle asciugare col calore che produce e la mattina dopo scopre che una delle due ha preso vita. Quando l'inventore lo apprende contatta scienziati e giornalisti per mostrare loro ciò che ha creato e tutti insieme scoprono che la scarpa ha dato vita a un'altra scarpa, da donna. Il racconto è narrato in prima persona dall'amico dell'inventore.

#### Dietro lo sportello
(Titolo originale: Beyond the Door)
Un uomo regala un orologio a cucù a sua moglie. Lei è contentissima, mentre lui pensa che l'uccellino non esca volentieri quando c'è lui nelle vicinanze. Un giorno l'uomo trova sua moglie in compagnia di un suo amico e la caccia di casa. Ora che l'uomo si trova in casa da solo, l'uccellino dell'orologio non esce più, a eccezione di una volta in cui l'uomo lo minaccia con un martello e l'uccellino esce colpendolo in un occhio, facendolo cadere dalla sedia e facendogli rompere l'osso del collo.

#### Un regalo per Pat
(Titolo originale: A Present for Pat)
Eric Blake porta a casa da Ganimede un dio locale, un essere alto circa trenta centimetri e dall'aspetto orribile ma in grado di fare miracoli. Esso afferma di aver voluto venire sulla Terra per cercare un altro essere simile a lui, che ha commesso un crimine e poi è scappato. Dopo varie peripezie in cui il dio ganimediano trasforma la moglie di Blake (Pat) in una statua e il suo migliore amico in un rospo, si scopre che il criminale è il capo di lavoro di Blake, il quale si azzuffa col dio mentre entrambi mutano la loro forma per poi scomparire nel cielo.

#### La ruota cosmica
(Titolo originale: The Turning Wheel)
Un uomo appartenente alla più alta casta sociale, "i santi che guidavano l'individuo verso la Luce", scopre che entro otto mesi morirà di peste e che si reincarnerà in una mosca "mangiatrice di carogne" a causa da un peccato di adulterio che probabilmente non riuscirà a espiare in tempo. Mentre la sua disperazione per ciò che lo attende dopo la morte aumenta, effettua una visita di controllo presso la casta più bassa della società, i cui membri non sono tenuti in grande simpatia e sono considerati stupidi e ignoranti, ma che regalano all'uomo delle pasticche di penicillina.

#### Non saremo noi
(Titolo originale: The Golden Man. Tradotto anche come L'uomo dorato e Next)
Il racconto è ambientato in un futuro post-apocalittico in cui gli esseri umani cacciano e uccidono i mutanti che nascono, perché potenzialmente dotati di poteri pericolosi. Il protagonista della storia e la sua ragazza, entrambi agenti del governo incaricati dei mutanti, scovano il giovane Cris, un mutante con la pelle dorata che non sembra ragionare ma compensa a questa mancanza con la capacità di prevedere il futuro. Più precisamente può vedere le catene di eventi che verranno innescati da ogni singola azione: la sua abilità viene paragonata alla capacità di un giocatore di scacchi di vedere le cinque successive mosse di una partita. Catturato ma non ucciso, per poterne studiare il potere, Cris si rivela possedere una seconda abilità: la sua pelle gli permette di sedurre le donne. Cris convince la ragazza a liberarlo, la ingravida e fugge. Il racconto si conclude suggerendo che la progenie dell'uomo dorato sostituirà la razza umana.
Nel 2007 da questo racconto è stato liberamente tratto il film Next di Lee Tamahori, con Nicolas Cage nel ruolo di un razionale Cris.

#### Un autore importante
(Titolo originale: Prominent Author)
Un uomo ha il compito di testare un nuovo mezzo di trasporto progettato dalla ditta per cui lavora che gli permette di coprire, nel tragitto per recarsi al lavoro, ben duecentocinquanta chilometri in appena cinque minuti, facendolo passare attraverso una dimensione parallela. Il sistema funziona bene ma un giorno l'uomo nota, nel tunnel da esso generato, un'area trasparente in cui nota la presenza di piccoli esseri alti circa un centimetro. L'uomo e gli esserini iniziano a scambiarsi biglietti in cui il primo risponde alle domande dei secondi, ma un giorno il capo di lavoro dell'uomo scopre questa insolita corrispondenza e, affermando che la lingua degli esserini è l'ebraico antico e mostrandogli la raccolta delle informazioni che si sono scambiati in un volume intitolato "La Bibbia", gli riferisce che verrà licenziato per non aver comunicato che la macchina non funziona come dovrebbe.

#### James P. Crow
(Titolo originale: James P. Crow)
Il racconto è ambientato in un futuro in cui gli umani e i robot vivono sulla Terra come due razze separate e i primi sono subordinati ai secondi. Gli umani vivono in quartieri periferici separati e svolgono le mansioni manuali più semplici, i robot invece sono la classe dirigente del pianeta. Il predominio dei robot è tale che essi hanno addirittura riscritto la storia facendo credere agli uomini di essere stati creati dalle macchine e non viceversa. In questa società rigidamente ordinata l'unico elemento di rottura è rappresentato da un uomo di nome James P. Crow; egli, benché sia un umano, è riuscito a farsi strada nella scala gerarchica e a ricoprire ruoli direttivi riservati ai soli robot. La classe dirigente è selezionata attraverso rigorosi e complicati test formalmente aperti a tutti, uomini e macchine, ma de facto impossibili da superare per le menti umane, l'unico essere vivente in grado di superare con successo questi test è James P. Crow. L'abilità di questo umano eccezionale è tale che negli anni riesce addirittura a raggiungere il test finale che, in caso di successo, gli garantirebbe l'accesso alla classe Uno, la più alta di tutte, e l'ingresso nel Consiglio Supremo, il massimo organo direttivo del pianeta. Nella parte finale del racconto il protagonista riesce nella sua impresa e giunto al vertice della società rivela ai membri del Consiglio di aver superato i test grazie a una finestra temporale che gli ha consentito di vedere sia il passato che il futuro. Come ultimo atto impone di ordinare l'evacuazione di tutti i robot dalla terra minacciando di rivelare all'umanità il segreto sulle origini dei robot scatenando così una tremenda guerra civile.
Il nome del protagonista è un evidente riferimento a Jim Crow, personaggio di una canzone dell'Ottocento diventato il simbolo della segregazione razziale negli Stati Uniti, e tutto il racconto è basato sull'analogia tra l'immaginaria condizione degli esseri umani del futuro (impiegati come servitori e disprezzati dai robot) e quella degli afroamericani nel corso della storia americana.

#### Piccola città
(Titolo originale: Small Town, 1954)
Verne Haskel è un uomo deluso dalla vita e dalla propria moglie Madge, che si è rifugiato in suo piccolo mondo personale: in cantina costruisce metodicamente e con grande cura un modellino in piccolo di Woodland, città dove vive, adattandola però a come la desidererebbe lui. La moglie e l'amante di lei, Paul Tyler, lo agevolano in questa sua fissazione, fino a che il protagonista si immedesima tanto nella sua fissazione che con un transfert entra nella sua realtà simulata, abbandonando il mondo. La moglie e il suo amante non fanno in tempo a goderne, che si accorgono di essere stati traslati anche loro nella piccola città di Verne Haskel.

#### Squadra di ricognizione
(Titolo originale: Survey Team)
La Terra è dilaniata da una guerra che dura da trent'anni e che l'ha resa ormai inabitabile a causa di un disastroso conflitto nucleare. I luoghi dove un tempo sorgevano città e campi coltivati ora sono ricoperti da scorie radioattive e macerie. Al fine di sopravvivere all'inquinamento, all'atmosfera troppo calda e alla violenza della guerra, gli uomini si sono rifugiati, come vermi, in tunnel sotterranei: una condizione intollerabile da cui è necessario sfuggire al più presto, anche per sottrarsi al nemico. Per questo un gruppo di persone decide di mandare una squadra all'avanscoperta su Marte per trasferirvisi nel caso vi fossero le condizioni adatte alla vita dell'uomo. Una volta atterrata, la squadra scopre i resti di un'antichissima civiltà scomparsa da migliaia di anni. Con scrupolose ricerche si scopre che questa civiltà aveva sfruttato fino all'esaurimento le risorse del suo pianeta e per questo si era trasferita sull'unico altro pianeta abitabile, la Terra. Gli attuali terrestri sono, quindi, i discendenti degli antichi marziani, responsabili indirettamente della distruzione di un altro pianeta.

#### Nuvole marziane
(Titolo originale: Martians Arrive in Clouds. Tradotto anche come I marziani arrivano a frotte)
Un uomo racconta a sua moglie e a suo figlio di essere stato testimone del ritrovamento di un marziano sul tetto di una casa. Questi esseri sono simili a grossi lumaconi grigi striscianti che di tanto in tanto arrivano sulla Terra "come foglie secche trasportate dal vento" ed hanno il potere di incantare le persone che li guardano. Un giorno anche suo figlio ne vede uno, su un albero. Il ragazzo cerca di scappare per cercare aiuto ma è come ipnotizzato dal lumacone, il quale gli trasmette mentalmente immagini del luogo da cui proviene che illustrano le condizioni difficili in cui sono costretti a vivere e gli fa capire che vorrebbero vivere con l'acqua degli oceani terrestri. Il ragazzo infine viene liberato dalla presa e scappa chiedendo aiuto. Al lumacone viene dato fuoco.

#### Vendete e moltiplicatevi
(Titolo originale: Sales Pitch)
Un uomo è molto stressato dalla martellante e urlante pubblicità che pervade il sistema solare e che lo assilla nel viaggio che compie ogni giorno tra la Terra e Ganimede per recarsi al lavoro. La situazione è talmente esasperante che lui e sua moglie stanno pensando di trasferirsi su un pianeta che orbita intorno a Proxima Centauri. Un giorno bussa alla porta di casa sua un robot che inizia a illustrare le sue doti di aiutante domestico e che afferma che continuerà finché non sarà stato acquistato. Alla sera, quando sua moglie è a letto che dorme, l'uomo carica il robot sulla navetta che usa per andare al lavoro dicendo di dover andare in ufficio. Quando si sono allontanati dalla Terra cambia la rotta verso Proxima Centauri e aumenta sempre più la velocità della navetta finché essa esplode.

#### Colazione al crepuscolo
(Titolo originale: Breakfast at Twilight)
Una famiglia composta dai genitori e tre figli si alza un mattino e si rende conto che fuori dalle finestre c'è una strana nebbia. Dopo poco entrano in casa dei militari i quali affermano che la zona è stata rasa al suolo dai russi parecchio tempo prima e per questo si stupiscono che la casa sia ancora in perfette condizioni. Il capofamiglia, da quello che dicono i militari, arriva alla conclusione che la casa deve aver viaggiato avanti nel tempo, a causa dell'energia sprigionata dall'ultimo bombardamento (infatti l'anno in corso è il 1980 mentre la famiglia crede di essere nel 1973). Un altro attacco è imminente e la famiglia deve decidere se restare in quel tempo di guerre o se rimanere nella casa sperando che l'energia delle bombe li porterà indietro. Viene scelta la seconda e si recano in cantina. Durante l'attacco la casa crolla ma subito dopo si trovano di nuovo nel loro tempo, con vicini di casa e altre persone che prestano loro soccorso. Raccontano loro che la caldaia è esplosa.

#### Mele avvizzite
(Titolo originale: Of Withered Apples. Tradotto anche come Il melo sulla collina)
Una donna sente un richiamo proveniente da una collina vicino a casa sua e vi si reca. Quando è là trova una casa abbandonata da molto tempo circondata da piante e alberi secchi a eccezione di uno: un melo. Quando sta per riavviarsi verso casa dal melo cade una mela; la raccoglie e lungo la strada ne mangia un morso. La notte successiva è risvegliata da atroci dolori allo stomaco e la mattina dopo è morta. Suo marito, suo suocero e un medico che hanno chiamato non capiscono il motivo della morte della donna. Sul finale del racconto con un flashback si scopre che degli alieni capaci di assumere qualsiasi forma sono arrivati sulla terra 3 anni prima e che si sono sostituiti a tutte le mele del pianeta per poter essere introdotti all'interno dei corpi degli umani e possederli.

#### Quelli che strisciano
(Titolo originale: The Crawlers)
Ernest Gretry è incaricato di indagare su alcune strane creature apparse in una zona vicina a un laboratorio dove si svolgono studi sulle radiazioni. Le strane creature, simili a grossi vermi, sono apparentemente innocue (hanno un pungiglione che usano solo per difendersi in caso di attacco) e passano tutto il loro tempo a scavare una fitta rete di gallerie nel terreno. Le strane forme di vita sono in realtà delle mutazioni, nate da donne umane, che si sono aggregate spontaneamente in grosse colonie suscitando l'orrore e l'ostilità della popolazione locale. Nel frattempo si svolge anche il dramma di alcune famiglie che non accettando i bambini nati in quella forma li uccidono. Per risolvere il problema si decide di prelevare tutte le creature e di trasportarle su un'isola deserta per farle vivere in tranquillità lontano da tutti. Nella parte finale del racconto il punto di vista cambia e passa da Gretry a quello di una delle creature intenta a costruire una galleria nel sottosuolo dell'isola su cui è stata trasportata con tutti i suoi simili. La creatura è assillata da un grave problema: uno dei nuovi nati è una mutazione, il suo corpo ha testa e gambe, e per questo motivo è necessario ucciderlo per non suscitare orrore nell'intera colonia.

#### Il padiglione del passato
(Titolo originale: Exhibit Piece. Tradotto anche come Un pezzo da museo)
New York, XXII secolo. Uno storico specializzato nello studio del periodo centrale del XX secolo è talmente preso dall'oggetto dei suoi studi che indossa vestiti e utilizza oggetti provenienti da quel periodo storico, affermando che solo così può veramente comprenderne i costumi; non è contento, tuttavia, del suo lavoro e dei suoi colleghi. Nel luogo dove lavora, l'Agenzia Storica, è il responsabile di una fedele ricostruzione in dimensioni reali di una casa della metà del Novecento (e degli oggetti in essa contenuti). Un giorno, mentre lavora al plastico, come a seguito di un viaggio nel tempo, si ritrova davvero in quel periodo storico, geograficamente vicino a San Francisco. Lui è un capofamiglia con una moglie e due figli. Girando per la casa ritrova il punto in cui è possibile passare da un periodo storico all'altro e torna nel presente, rimanendo però all'interno del plastico. Quando alcuni suoi colleghi, credendolo un po' matto, lo invitano a uscire dalla casa minacciando di smontarla, lui si rifiuta e torna nel passato convinto di rimanerci. Mentre è seduto su una poltrona davanti alla TV, prende il giornale e vi legge l'annuncio dell'imminente distruzione del mondo da parte della Russia mediante una bomba al cobalto, segnale dell'imminente demolizione del plastico.

#### Squadra riparazioni
(Titolo originale: Adjustment Team)
Una mattina Eddie Fretcher si reca al lavoro in ritardo. Dopo aver attraversato la strada davanti all'ingresso dell'edificio in cui lavora si accorge che c'è qualcosa di strano: tutto ha un colore grigio e non c'è traccia di persone. Quando entra trova alcuni suoi colleghi come pietrificati, muti e immobili, e ogni volta che prova a toccare qualcuno questo si sgretola come se fosse fatto di cenere. Poco dopo, mentre gira per l'edificio, incontra alcune persone vestite di bianco con una strana attrezzatura che affermano di doverlo "de-energizzare", al che Fletcher scappa in strada. Qui incontra sua moglie alla quale racconta quello che ha visto ma lei lo convince che si è trattato di un'allucinazione dovuta alla stanchezza e a tornare al lavoro, scusandosi col capo per il ritardo. Quando torna sul luogo di lavoro scopre che tutto è come è sempre stato e tutti gli chiedono come mai sia così in ritardo. Osservando bene le persone e gli oggetti, però, si accorge che tutto ha delle leggere differenze rispetto a prima, nei colori, nelle dimensioni, nelle proporzioni; ad esempio il capo è più magro e giovane. Fretcher viene colto ancora una volta dalla paura e scappa di nuovo. Entra in una cabina telefonica per chiamare la polizia ma la cabina inizia a elevarsi verso il cielo, fin sopra le nuvole. Dopodiché si ritrova in una stanza dove un uomo vecchio gli spiega che il settore in cui lui lavora è stato prima de-energizzato per effettuare delle modifiche, una riparazione, e successivamente ri-energizzato, e che anche Fretcher doveva subire la riparazione, non esserne testimone. Il vecchio gli impone di non dire nulla a nessuno dell'accaduto ma Fretcher, una volta tornato a casa, messo alle strette da sua moglie, sta per rivelare tutto, quando un rappresentante di aspirapolveri suona il campanello salvandolo momentaneamente dalla situazione.
Il film del 2011 scritto e diretto da George Nolfi con Matt Damon ed Emily Blunt I guardiani del destino usa questo racconto come premessa sviluppando una storia più lunga e complessa.

#### Rivolta contro la Terra
(Titolo originale: The Shell Game)
Alcune persone che vivono su un pianeta chiamato Betelgeuse II, a seguito di uno scontro con un meteorite subito dalla nave spaziale su cui viaggiavano, sono convinte che gli "scimmioni" terrestri siano i responsabili di affronti subiti ultimamente, quali avvelenamenti dell'acqua potabile e tentativi di intossicazione col gas nervino. Viene avanzata anche l'ipotesi che possano esserci stati altri superstiti dell'incidente, probabilmente salvatisi con le scialuppe mai ritrovate. Viene esumata la nave su cui viaggiavano dalla palude in cui era finita e al suo interno vengono trovati dei videonastri che parlano di malattie mentali, per cui i sopravvissuti iniziano a chiedersi se gli attentati subiti non siano solo frutto della loro immaginazione. Con un test basato sull'odore del gas viene dedotto che quattro uomini sono terrestri infiltrati e vengono uccisi. I superstiti si rendono conto di essere già in guerra con la Terra.

#### Souvenir
(Titolo originale: Souvernir)
Dopo trecento anni di ricerca viene infine trovato il pianeta su cui si sono stabiliti un uomo, Frank Williamson, e tre famiglie, dopo essersene andati dal sistema solare. Nonostante la presenza di una certa tecnologia (ma ormai obsoleta) e industrie, la gente vive seguendo usanze e tradizioni antiche e anche l'intera società è organizzata in modo arcaico, con combattimenti tra clan e una progressiva decentralizzazione e frammentazione del potere. Viene offerto agli abitanti del pianeta di aggregarsi al resto della galassia ma rifiutano e per questo il pianeta viene distrutto. Un uomo porta a sua moglie e a suo figlio degli oggetti presi sul pianeta di Williamson come souvenir.

#### Il fattore letale
(Titolo originale: Meddler)
Con una macchina che fotografa il mondo futuro viene constatato che da lì a un secolo l'uomo scomparirà completamente. Viene costruita una macchina del tempo per mandare un uomo nel futuro a controllare cos'è successo. Hasten si ritrova in un grande prato; individua il profilo di una città all'orizzonte ma viene morso da una farfalla per cui decide di aspettare la notte per avventurarsi. Quando arriva in città, alla luce di una torcia, la trova disabitata probabilmente da molto tempo, con erbacce ovunque ed edifici sull'orlo del crollo. Entra in una biblioteca da cui porta via alcuni libri e giornali. È quasi l'alba e decide di tornare alla macchina del tempo; durante il cammino si accorge che dai grattacieli si sta alzando una nuvola di farfalle, che lo raggiunge poco dopo essere rientrato nella macchina del tempo, la quale inizia a essere bucherellata dagli insetti. Quando torna al presente, dopo aver riferito della sua avventura nel futuro, nota che nella macchina del tempo sono apparsi dei bozzoli che prima non c'erano, alcuni dei quali sono già vuoti.

#### Il mondo dei mutanti
(Titolo originale: A World of Talents)
In un mondo indipendente dalla Terra, popolato perlopiù da persone con poteri paranormali (psi), una coppia separata di precog (persone capaci di vedere nel futuro) ha un figlio di otto anni, Tim, nel quale non si è ancora manifestato alcun potere; ogni tanto ha solo delle visioni di persone, da cui è spaventato. Suo padre, Curt, ha una nuova compagna, Pat, che ha un potere non ancora riconosciuto ufficialmente dalla società: è un anti-psi, ovvero una persona immune ai poteri degli psi (ad esempio quelli che permettono di leggere la mente). Curt combatte perché venga fondata la classe anti-psi, altrimenti Pat verrebbe sterilizzata (per la legge non ha alcun potere e la società favorisce le unioni tra psi). Un giorno, mentre Curt e Pat sono in un bar, alcune persone contrarie alla creazione della classe anti-psi sparano a Pat. Curt mette la ragazza in fin di vita in macchina alla ricerca di un guaritore che la possa curare. Viene mandato da una vecchia di cui non si hanno più notizie da molto tempo, che raggiunge dopo un viaggio travagliato su per un monte con un furgone che finisce il carburante. La donna gli dice di non poterla curare perché è ridotta troppo male. Tornando indietro, a piedi, Curt incontra suo figlio da adulto che gli spiega di essere venuto dal futuro e di avere un grande potere che gli permette di vedere l'intera trama della storia dell'universo e di poterla modificare. Le apparizioni che aveva Tim da piccolo era lui stesso da grande che cercava un contatto. Curt cerca di convincere il figlio di fare in modo che lui e Pat, ormai morta, possano vivere la vita insieme; il figlio inizialmente rifiuta perché afferma che dal suo punto di vista è viva ma in un'altra parte della trama dell'universo, ma poco dopo Pat li raggiunge abbracciando Curt.

#### Progenie
(Titolo originale: Progeny)
Ed Doyle torna sulla Terra da un viaggio di lavoro intorno a Proxima Centauri in occasione della nascita di suo figlio Peter. Quando gli fanno vedere il bambino lui spontaneamente si accinge a prenderlo in braccio, al che sua moglie e gli infermieri robotici, rimanendo stupefatti da tale comportamento, gli vietano di toccarlo. La moglie di Ed gli spiega che da un po' di tempo i bambini vengono allevati da robot fino a diciotto anni, con lo scopo di massimizzare l'apprendimento e sviluppare al meglio le naturali inclinazioni di ogni individuo, senza contaminazioni di sentimenti dei genitori e di altre persone. Ed, sebbene sbigottito da questo freddo metodo di addestramento, non si oppone. Dopo nove anni torna a vedere suo figlio. Seppur riluttanti, i medici robotici gli consentono di parlare con Peter. Il bambino, per niente entusiasta della visita, risponde alle domande del padre in modo meccanico, pur rivelando già grandi conoscenze; Ed gli racconta di quando ha iniziato a lavorare, partendo per Proxima a diciannove anni. Quando Peter torna al centro di addestramento dice a un dottore robotico che il padre è molto emotivo e che ha lo stesso odore degli animali da laboratorio.

#### L'ultimo dei capi
(Titolo originale: The Last of the Masters)
In un mondo futuro non esistono governi, questi sono stati rovesciati e distrutti molti anni prima dalla Lega Anarchica, e per tutto il pianeta girano i membri della Lega, con il tipico bastone metallico che funge anche da simbolo di riconoscimento, per vigilare e impedirne la ricostituzione. I protagonisti del racconto sono tre membri della Lega: Robert Penn, Edward Tolby e sua figlia Silvia. Essi, durante uno dei loro viaggi, si imbattono per caso in una comunità che vive nascosta in una vallata circondata da montagne dove gli abitanti, sotto il comando di un robot vecchio di due secoli, hanno ridato vita a una società gerarchica e dalla forte impronta militarista. Il centro intorno al quale ruota questa nuova società è Bors, un vecchio robot ormai gravemente usurato che richiede una manutenzione costante ma che conserva nella sua memoria artificiale il ricordo del mondo passato. Alla fine Edward e Silvia riescono a distruggere il robot, condannando così al disfacimento anche la società da lui creata, grazie all'aiuto di Fowler, uno dei più stretti collaboratori di Bors; tuttavia quest'ultimo, dopo aver assistito alla distruzione del robot, si appropria furtivamente delle bobine mnemoniche contenenti i dati sul passato con l'intenzione di utilizzarle in futuro.

#### Sulla monotona Terra
(Titolo originale: Upon the Dull Earth)
Una ragazza viene come rapita per sbaglio da creature simili ad angeli e il suo fidanzato chiede loro di riportarla indietro. Da quel momento tutte le persone che egli incontra hanno le sembianze della sua fidanzata, e se non l'hanno ancora fatto si "trasformano" di lì a poco. Il ragazzo scappa in macchina ma dopo un po' torna a casa e scopre, specchiandosi, di avere lui stesso l'aspetto della ragazza.

#### La cosa-padre
(Titolo originale: The Father-Thing)
Un bambino di otto anni, Charles, si accorge che suo padre è un po' cambiato ed è convinto che sia stato sostituito da una copia comandata dall'esterno della sua casa. Con alcuni suoi amici si mette a cercare intorno alla casa e scopre uno strano insetto sotto a una lastra di cemento che subito cerca di scavare una via di fuga nel terreno. In quel momento vengono sorpresi dalla cosa-padre; Charles, cercando di nascondersi in mezzo ad alcune piante, scopre una cosa-madre e una cosa-Charles ancora in stato larvale ma quasi pronte a schiudersi (e a mangiare rispettivamente la madre di Charles e Charles stesso). La cosa-padre ha ormai accalappiato Charles ma in quel momento i suoi amici gettano del cherosene sull'insetto, uccidendo esso e le tre copie.

#### Strano Eden
(Titolo originale: Strange Eden. Tradotto anche come Paradiso alieno)
Durante un viaggio spaziale, due astronauti decidono di fare una sosta su un pianeta a cui passano vicino e di cui si sa poco o nulla. Una volta atterrati, uno dei due, Johnson, rimane sulla nave, mentre l'altro, Brent, va in avanscoperta. Attraversa un paesaggio ricco di piante e foreste, e vede alcuni animali simili a gatti ma grandi come rinoceronti. Infine trova una casa; entra e vi trova una bellissima ragazza che asserisce di appartenere a una razza molto più avanzata di quella terrestre, talmente progredita nello sconfiggere le malattie da risultare praticamente immortale: infatti la ragazza afferma di avere ben undicimila anni. Afferma anche che un contatto tra lei e un terrestre sarebbe micidiale per il terrestre, il quale si ritroverebbe addosso, in un colpo solo, tutti i cambiamenti evolutivi successivi. La ragazza è così attraente che Brent decide di rimanere con lei comunque. Il mattino dopo, la ragazza si reca alla navicella per dire a Johnson di partire perché Brent non sarebbe tornato e subito dopo sopraggiunge uno degli animali simili a grossi gatti. Johnson fa decollare la nave spaziale in tutta fretta.

#### L'astronave nemica
(Titolo originale: Prize Ship. Tradotto anche: L'astronave rubata)
In un futuro prossimo, il pianeta Terra è in guerra con Ganimede, sua colonia che reclama maggiore autonomia e il diritto di controllare le rampe di lancio sulla sua superficie, essenziali per i collegamenti tra la Terra e le colonie di Proxima Centauri. L'unica speranza per i terrestri di mantenere i contatti con Proxima senza dover cedere alle richieste dei ganimediani, è quella di usare una nave spaziale sottratta a questi e dotata di tecnologia sconosciuta. Per la difficile missione viene scelto un equipaggio di quattro persone: il comandante James Carmichel, il generale Thomas Groves, il dottor Earl Basset e il maggiore Siller. Il viaggio di prova si rivela più difficoltoso del previsto e invece di atterrare su Marte, destinazione prevista per il primo test di volo, i quattro giungono su un pianeta popolato da minuscoli esseri umani che ricordano moltissimo gli abitanti dell'immaginaria Lilliput descritta da Jonathan Swift nel suo romanzo I viaggi di Gulliver. I membri dell'equipaggio, stupiti dall'incontro con quella minuscola popolazione, decidono di viaggiare azionando in direzione opposta i comandi della nave per verificare l'eventuale esistenza di un mondo popolato da giganti come narrato dallo stesso Swift nel suo libro. Al termine del secondo volo, l'equipaggio si ritrova realmente in un pianeta popolato da uomini enormi, riuscendo a mettersi in salvo solo tornando al punto di partenza. Al loro ritorno, i membri dell'equipaggio decidono di non rivelare ciò che hanno visto e si limitano a riferire il fallimento della loro missione. Una volta siglata la pace tra la Terra e Ganimede, un ambasciatore ganimediano si presenta al laboratorio dove è conservata la nave per rientrarne in possesso e qui, interrogato dagli uomini che avevano preso parte alla missione, rivela che la nave non serve per muoversi nello spazio, bensì nel tempo.

#### Il mondo di Jon
(Titolo originale: Jon's World)
Jon ha delle visioni nelle quali vede degli sterminati campi gialli con un po' di verde, dei parchi e delle casette tra gli alberi, la gente che si muove a piedi, nessuna città. Considerando che il mondo attuale è una distesa di terra bruciata e radioattiva, a seguito di una guerra, le visioni di Jon sono prese solo come deliri di una mente malata e per curarlo viene sottoposto a una lobotomia. Il padre del ragazzo e un suo collega, subito dopo, partono per una missione indietro nel tempo grazie a un macchinario sperimentale. La loro missione è recuperare i progetti originali (andati perduti decenni prima) dei robot usati durante la guerra tra l'Unione Sovietica e le Nazioni Unite. Queste macchine, chiamate "artigli", erano micidiali strumenti di morte ma, con il passare degli anni, si evolsero autonomamente creando nuovi modelli con aspetto umano e iniziando a uccidere indiscriminatamente qualunque essere umano di qualunque fazione in lotta. Vinta la guerra anche contro le macchine, a prezzo del pianeta terra bombardato pesantemente con armi nucleari, questi robot, data la loro predisposizione all'adattabilità, sono stati scelti per poter ripulire il pianeta dalle radiazioni e creare quindi il presupposto per far tornare gli esseri umani dalle basi lunari (nuova patria dell'uomo) finalmente sul pianeta Terra. La missione inizia e la regola principale è non introdurre alcuna variazione importante nel corso della storia passata, per cui i due, arrivati a un posto di blocco del governo (diversi anni prima dell'inizio della guerra) disintegrano tutti i soldati dopo aver estorto le informazioni che servono loro per trovare lo scienziato. Ma quando, saltando di nuovo nel tempo e nello spazio, riescono a trovarlo, non riconoscendolo lo uccidono per errore durante una fuga dopo avergli rubato i progetti. Consci del fatto di aver alterato la storia (dato che in questo modo gli "artigli" non saranno mai costruiti visto che lo scienziato è morto e gli unici progetti sono in mano loro), i due uomini decidono comunque di vedere se ciò ha causato cambiamenti nel futuro e di riportare, eventualmente, i progetti nel tempo in cui li hanno prelevati. Vanno avanti di parecchi anni e si ritrovano in mezzo a un terreno bruciato non dissimile di quello del loro tempo, però qui incontrano un gruppo di soldati che sta piantando alberi. Dal racconto di questi uomini, la guerra è finita anni prima (e senza l'utilizzo di robot) grazie a una rivoluzione nelle file dell'Unione Sovietica e ormai gli eserciti servono solo a rinfoltire foreste e ricostruire le città distrutte. Visto il cambiamento enorme nel corso della storia il padre di Jon è deciso a riportare indietro i progetti degli "artigli" ma il suo compagno lo aggredisce e li distrugge. Con la storia completamente cambiata viaggiano avanti nel loro tempo per vedere quali cambiamenti sono avvenuti. Il mondo che trovano è totalmente diverso da quello che hanno lasciato. Distese di campi di grano, prati e case. Persone vestite di tuniche bianche che conversano amabilmente tra loro. Questo corrisponde alla visioni di Jon. I due suppongono che le persone come Jon abbiano il dono di poter vedere diverse versioni della storia. Infatti, tanto più andavano avanti i progetti della macchina del tempo, più le visioni di Jon diventavano precise e, nella sua mente, reali. Abbandonata per sempre l'idea di alterare la storia, i due uomini si uniscono alla nuova umanità.
Questo racconto ha un elemento in comune con Modello Due, contenuto nel volume successivo. Per la guerra vengono impiegati dei robot chiamati "artigli" e vari modelli di androidi di cui uno ha le sembianze di un uomo senza una gamba chiamato "Soldato Ferito".

### Volume 3

#### Veterano di guerra
(Titolo originale: War Veteran)
New York, anno 2169. I terrestri hanno da tempo colonizzato Venere e Marte e i discendenti dei primi coloni ora vogliono l'indipendenza dal pianeta d'origine. I venusiani e i marziani che per qualche ragione si trovano sulla Terra non sono ben visti dai terrestri, che li chiamano in modo dispregiativo rispettivamente "piedi palmati" e "corvi". In un ospedale è degente un uomo ottantanovenne, David Unger, che sostiene di essere uno dei pochi sopravvissuti a una guerra combattuta tra i terrestri e gli abitanti degli altri due pianeti. Dato che Unger sostiene di essere nato nel 2154, ovvero quindici anni prima, viene quindi ipotizzato che possa aver viaggiato indietro nel tempo e, visto che ancora non è scoppiata alcuna guerra, tutto quello che racconta di aver vissuto viene tenuto in grande considerazione per cercare di evitare che scoppi realmente il conflitto interplanetario. Quando si scopre che non esiste alcun David Unger quindicenne, un venusiano polverizza il vecchio con una pistola a raggi; dai resti si scopre che in realtà si trattava di un androide dotato di ricordi falsi impiantati, costruito dai venusiani per convincere i terrestri, con la minaccia di una guerra imminente, a concedere l'indipendenza a loro e ai marziani.

#### Commercio temporale
(Titolo originale: Captive Market)
La commerciante Edna Berthelson ha trovato un mercato senza concorrenza: attraverso un varco spazio-temporale si arriva in una San Francisco spazzata via da un'esplosione di enormi proporzioni dove vivono ancora alcuni sopravvissuti. Questi ultimi hanno bisogno, oltre che di provviste alimentari, di vari materiali per finire di costruire una nave per andarsene da quell'inferno. Nel frattempo alcune persone cercano di scoprire il segreto dei viaggi della signora Berthelson.

#### Nanny
(Titolo originale: Nanny)
La famiglia Fields ha una tata robotica di nome Nanny. Tutti le sono molto affezionati, tanto i bambini quanto gli adulti, e la trattano come un componente della famiglia. Una notte ha uno scontro fisico con un'altra Nanny più evoluta dotata di mascella e ne esce perdente. Il giorno dopo sono tutti preoccupati nel vedere Nanny danneggiata e il signor Fields la porta all'assistenza per farla aggiustare. Un tecnico gli dice che il danno è stato causato da una Nanny prodotta da una ditta concorrente che equipaggia appositamente i propri prodotti di dispositivi per danneggiare quelli dei concorrenti. Nanny viene aggiustata ma subito i Fields si accorgono che non è più la stessa: è più lenta nei movimenti ed emette rumori meccanici. Un giorno, mentre si trova in un parco con la sua famiglia, ha un altro scontro con una Nanny dotata di un grosso braccio. Nanny "non raggiunge mai casa". Successivamente il signor Fields si trova in un negozio dove compra una nuova Nanny "con quattro braccia e un ariete in fronte"; un commesso gli conferma che tra le compagnie produttrici di Nanny c'è una concorrenza spietata.

#### Il fabbricante di cappucci
(Titolo originale: The Hood Maker)
La gente è tenuta sotto controllo da un sistema che legge le loro menti. Un uomo ha inventato uno speciale casco (i cappucci) che impedisce tale forma di controllo.

#### Un'incursione in superficie
(Titolo originale: A Surface Raid)
In seguito a un cataclisma un grande gruppo di persone si stabilisce sottoterra, creando una città altamente tecnologica. Un giorno un ragazzo segue suo padre in una spedizione in superficie, dove si ritrovano in un paesaggio desertico. Grazie a un sistema che li rende invisibili si avvicinano a un gruppo di persone stabilito sulla superficie della Terra; quella gente è ridotta in condizioni quasi preistoriche: i bambini giocano con oggetti elementari e le donne ricamano intorno a un fuoco, gli uomini vanno a caccia.

#### Servizio assistenza
(Titolo originale: Service Call)
David Courtland riceve la visita di un addetto all'assistenza di un apparecchio mai sentito nominare prima, lo svibblo. Courtland dice di non aver richiesto alcuna assistenza e il tecnico se ne va pensando di aver sbagliato indirizzo. Courtland nota, su un documento lasciatogli dall'addetto, che l'anno di fondazione della società produttrice è successivo alla data di quel giorno di nove anni. Non avendo capito di che cosa si trattasse l'apparecchio, il protagonista, sperando che il tecnico ritorni, chiama in casa sua varie persone come testimoni e con specifiche competenze (un ingegnere, un tornitore, una stenografa, un elettricista, un addetto alle registrazioni audio) per tentare di capire, col loro aiuto, di che cosa parli il tecnico. Courtland ha il sospetto che l'uomo venga dal futuro. L'addetto ritorna dicendo di non aver sbagliato indirizzo e, chiedendo di nuovo al protagonista se il suo svibblo fosse funzionante, ne descrive alcune curiose funzioni. Il protagonista e i suoi ospiti, cercando di non fargli capire la verità, riescono a farglielo descrivere in modo dettagliato. Infine Courtland gli confessa di non possedere alcuno svibblo e lo convince di essere arrivato in anticipo. Il tecnico se ne va di nuovo. Poco dopo bussano alla porta: hanno portato uno "svibblo ultimo modello".

#### Saltare il fosso
(Titolo originale: The Chromium Fence)
In una società comandata da un solo partito politico, un uomo ha deciso di non schierarsi né a favore né contro di esso ed è perciò obbligato a nascondersi dalle forze dell'ordine.

#### Yancy
(Titolo originale: The Mold of Yancy; indicato anche come The World of Yancy)
John Edward Yancy è un personaggio che compare regolarmente in televisione e che ha una posizione moderata su qualsiasi argomento (politica, scienza, guerra...), una spiegazione razionale per tutto ed è sempre sorridente. La gente lo prende come esempio, ma qualcuno è convinto che dietro quel personaggio vi sia il tentativo di manipolare le menti delle persone e che lo stesso Yancy non sia una persona realmente esistente.

#### Autofac
(Titolo originale: Autofac)
Un gruppo di persone sopravvissute a una catastrofe di enormi proporzioni che ha spazzato via ogni cosa commestibile, è rifornito di cibo da un sistema automatico che invia le provviste tramite corrieri robotici. Esso fu programmato per tale scopo prima del disastro. Visto che tale situazione non permette un progresso tecnologico né un miglioramento della vita, alcuni uomini tentano di fermare il sistema di approvvigionamento, ma inutilmente.

#### Psi
(Titolo originale: Psi-man Heal My Child! o Psi-man o Outside Consultant)
Chicago, anno 2017. Un uomo e la sua famiglia stanno andando presso una guaritrice per farle curare la bambina più piccola, che ha il cancro alle ossa. Per fare ciò escono dalla "Comune", uno dei numerosi luoghi in cui sono raccolti i sopravvissuti a una guerra devastante che ha spazzato via la città decenni prima, e attraversano ciò che ne rimane: una terra quasi desertica in cui rimangono solo i resti dei muri delle case. Insieme alla guaritrice vivono altre quattro persone che possiedono poteri paranormali (psi): una legge la mente, una vede il futuro, una muove le cose col pensiero e una viaggia nel passato. Quest'ultimo, Jack, tenta per la dodicesima volta, viaggiando nel tempo, di convincere uno dei responsabili della guerra a non farla, ma ancora una volta senza successo. Una volta tornato al presente, in un momento di rabbia cerca di uccidere un altro psi ma involontariamente rimane ucciso lui a opera di altri due che cercano di fermarlo coi loro poteri. Poi gli psi rimanenti discutono sulla possibilità di convincere le Comuni, da cui sono stati esiliati, a collaborare con loro per cominciare a ricostruire la città. La famiglia della bambina malata si sta recando di nuovo dalla guaritrice per continuare la cura ma, all'uscita della Comune, viene detto loro che quella volta se escono non potranno più tornare. Dopo un momento di incertezza decidono di uscire, preceduti e seguiti da altri veicoli.

#### Umano è
(Titolo originale: Human Is)
Lester Herrick è un uomo estremamente preso dal proprio lavoro, è scontroso e sgarbato con sua moglie Jill ed è infastidito da suo nipote Gus. Un giorno gli arriva una comunicazione con cui gli confermano che potrà partire per una missione spaziale su un pianeta chiamato Rexor IV. Al ritorno ha un carattere totalmente diverso: è gentile, usa un linguaggio raffinato e fa cose che prima non faceva, come cucinare e giocare col nipote. Jill ne parla col fratello Frank, il quale, sospettoso per quel cambiamento, lo porta in una sede della Sicurezza Federale. Qui viene accertato che quello non è il Lester Herrick "originale" ma è un alieno che si è impossessato del suo corpo, appartenente a una razza extraterrestre originaria di Rexor IV che cerca continuamente di andaresene dal proprio decaduto pianeta. Frank spiega la situazione a Jill la quale inizialmente è disposta a testimoniare per condannare l'alieno davanti a una corte e ucciderlo per ripristinare il vecchio Lester, ma poi cambia idea decidendo di vivere con quello "nuovo".

#### Foster, sei morto
(Titolo originale: Foster, You're Dead!; indicato anche come Foster, You're Dead)
È diventato comune avere presso la propria casa un rifugio contro eventuali disastri nucleari: ne esistono vari modelli e ogni volta che ne esce uno nuovo è l'occasione per sostituire quello vecchio; per chi non ce l'ha sono stati costruiti dei rifugi comuni. La famiglia di Mike Foster ancora non ce l'ha in quanto suo padre la ritiene una spesa inutile, ma, a seguito dell'insistenza del figlio, il signor Foster infine lo compra. Il figlio è felicissimo e vi si reca ogni giorno dopo la scuola. Un giorno scopre incredulo che è sparito: il padre dice di averlo restituito perché non se lo possono permettere. Mike, più triste di prima, esce di casa. Chiudendo il negozio che vende i rifugi, due addetti alle vendite lo trovano all'interno di un rifugio e lo trascinano fuori.

#### Rapporto di minoranza

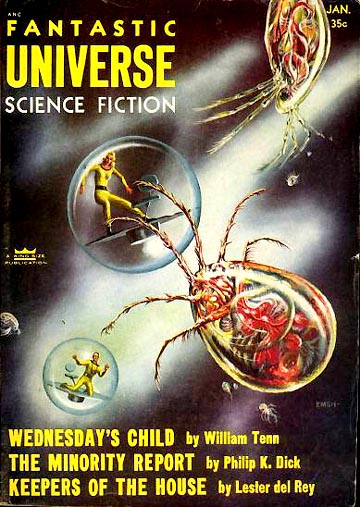

(Titolo originale: The Minority Report, indicato anche come Minority Report)
In un ipotetico futuro l'umanità ha completamente eliminato gli omicidi e la maggior parte delle azioni criminali. Ciò è possibile grazie all'istituzione della polizia Precrimine, che utilizza dei veggenti in grado di prevedere il futuro, i precog (abbreviazione di precognitivi), per sventare i crimini prima che questi possano essere commessi. Il protagonista del racconto è il commissario della Precrimine, John Anderton. Nel racconto Anderton viene coinvolto in un complotto ordito dai militari volto all'eliminazione della Precrimine mostrandone la fallacia, dato che questa organizzazione ha progressivamente tolto loro potere e influenza nell'ordinamento statale. Alla fine del racconto Anderton riesce a sventare il piano dei militari anche se questo gli costerà l'esilio dalla Terra.
Il titolo rapporto di minoranza fa riferimento ai tre diversi rapporti forniti dai precog: secondo due di loro Anderton avrebbe ucciso un uomo, secondo il terzo no. In realtà, come viene spiegato nel racconto, non esiste un rapporto di minoranza: ognuno dei tre rapporti è diverso dagli altri e contempla la conoscenza da parte di Anderton dei precedenti racconti. Il sistema dei precog dunque funziona, tranne che per il commissario della Precrimine, come spiega Anderton al proprio successore.
Come per la maggior parte dei racconti di Dick, "Rapporto di minoranza" è un racconto con un finale a sorpresa con vari colpi di scena e una conclusione dove non vincono i buoni. Dal racconto è stato tratto il film Minority Report diretto da Steven Spielberg e la serie televisiva Minority Report.

#### Al servizio del padrone
(Titolo originale: To Serve the Master)
Il signor Applequist trova un robot in fondo a un burrone. È un ritrovamento molto insolito perché a quel tempo di robot non c'è più traccia. Riesce a riaccenderlo e il robot gli dice di essere lì da oltre cento anni e che i robot furono distrutti da una fazione di uomini chiamati Moralisti. Il capo di Applequist, interrogato sull'argomento, gli risponde che invece i robot si ribellarono e furono distrutti per questo. Applequist porta il capo e alcuni soldati nel luogo in cui si trovava il robot ma non lo trovano.

#### Diffidate delle imitazioni
(Titolo originale: Pay for the Printer)
In un mondo devastato da una guerra atomica, l'umanità sopravvive grazie ai Biltong, forme di vita aliene in grado di produrre perfette repliche degli oggetti. I sopravvissuti alla guerra si sono riuniti in colonie di un centinaio di persone, ognuna delle quali ha a disposizione un Biltong che replica case, automobili, oggetti per la vita quotidiana e cibo. Tuttavia i Biltong stanno morendo, stremati dall'intenso lavoro e dalle condizioni di vita terrestri (diversa atmosfera, forza di gravità, calore). Le colonie stanno morendo con loro: col tempo le repliche sono sempre più imperfette, fino a divenire inutilizzabili. Il cibo scarseggia e mancano strumenti e beni di prima necessità, poiché nessuno sa più come costruirli: tutto veniva replicato dai Biltong, tant'è che gli originali sono molto preziosi. In questo tragico scenario alcuni esuli iniziano a fabbricare dei nuovi oggetti, partendo da zero. Gli antichi oggetti originali vengono presi a modello.

#### La macchina
(Titolo originale: The Unreconstructed M)
Una macchina uccide un uomo e lascia nella sua casa dei falsi indizi. Essi portano inizialmente a sospettare di un uomo che però non viene arrestato perché si scopre che è stato incastrato.

#### Le illusioni degli altri
(Titolo originale: Misadjustment)
New York. Jay Richards, mutante paracinetico in grado di fare diventare realtà ciò che immagina, sta coltivando in giardino una pianta su cui crescono degli aerei come fossero frutti. Intanto John Eggerton, sospettato di essere anche lui paracinetico, viene invitato a presentarsi all'"Agenzia", costituita da sole donne che, in quanto immuni dal divenire mutanti, danno la caccia ai PK (parakinetics). Inizialmente egli si rifiuta e si nasconde, ma, dopo molta incertezza, decide di accettare. Per firmare la notifica si reca a casa di Richards, dove c'è una festa a cui partecipa la donna che gliela aveva presentata. Richards mostra la sua pianta agli ospiti, che scappano terrorizzati: a quel punto Eggerton spara a Richards, mostrando così di voler collaborare con l'"Agenzia", e così riabilitato se ne va...

#### Modello Due
(Titolo originale: Second Variety)
In un ipotetico mondo futuro l'Unione Sovietica ha sferrato un attacco nucleare agli Stati Uniti d'America e questi hanno risposto con un contrattacco nucleare scatenando una guerra nucleare. Dopo la guerra nucleare i civili e il governo statunitense si sono trasferiti sulla Luna, lasciando sulla Terra i soldati a combattere una guerra di posizione con l'Armata Rossa. Gli statunitensi per difendersi dalle incursioni russe alle loro fortificazioni hanno sviluppato delle apparecchiature meccaniche in grado di attaccare autonomamente i Russi e anche in grado di autoripararsi. Queste apparecchiature sono chiamati Artigli (Claws) e non attaccano anche l'esercito statunitense solo perché tutti i soldati USA sono dotati di una particolare piastrina radioattiva che li rende immuni. Gli Artigli però evolvono autonomamente e sviluppano dei nuovi modelli che prima distruggono l'esercito russo e poi colpiscono anche l'esercito statunitense. Questi nuovi modelli non essendo prodotti dall'uomo non riconoscono la piastrina. Il protagonista del racconto è il maggiore Hendricks che ha il compito di recarsi nell'avamposto Russo per discutere a proposito delle condizioni di pace, per sancire la fine della logorante guerra. Uscito allo scoperto trova un bambino con in braccio un orsacchiotto, lo prende sotto la sua ala protettrice e lo conduce con sé fino all'avamposto Russo. Quando arrivano dei Russi, sparano al bambino,  rivelando la sua reale identità: è un nuovo tipo di robot, il Modello Tre, terribile arma di distruzione. Questo nuovo modello, che si chiama in codice David, ha agito in combinazione col Modello Uno (Soldato Ferito) per distruggere l'avamposto Russo. Queste informazioni gli vengono rivelate dagli unici tre sopravvissuti, due soldati russi e una prostituta, che non si trovavano nell'avamposto al momento del massacro. Con loro Hendricks decide di tornare alla base USA per avvertire i suoi compagni ma, durante il tragitto, credendo si trattasse di un nuovo modello di robot, uno dei due soldati uccide l'altro, che in realtà era umano. Arrivati alla base, si scopre che sono già tutti morti, e che l'altro soldato è un robot, precisamente il Modello Quattro. Hendricks e la prostituta si recano all'astronave di salvataggio per raggiungere la Base sulla Luna, e lei riesce a convincerlo che andrà sulla Luna a chiamare rinforzi e tornerà per salvarlo. Una volta partita, Hendricks si rende conto del terribile errore, in quanto capisce che lei è il famigerato Modello Due. L'unica soddisfazione rimasta al maggiore, prima di essere ucciso, è il constatare che gli Artigli hanno formato degli eserciti in base al modello di appartenenza e creato armi adatte unicamente a eliminarsi tra di loro.
Dal racconto è stato tratto il film Screamers - Urla dallo spazio diretto da Christian Duguay e interpretato da Peter Weller. Il film prende spunto dal racconto ma ambienta la guerra su una lontana colonia terrestre e propone un finale aperto in cui il protagonista riesce a salvarsi dall'assalto degli Screamer ma, senza saperlo, porta con sé nell'abitacolo il loro ultimo modello, sotto le sembianze di un orsetto di peluche. Anche la serie TV Battlestar Galactica riprende in maniera consistente i temi del racconto, con l'umanità che scopre la presenza di diversi modelli di androidi "infiltrati" nella società.

#### Non-O
(Titolo originale: Null-O)
Lemuel è un ragazzo dal comportamento atipico: è solito rompere gli oggetti e smembrare le persone morte. A causa di ciò suo padre lo porta alla Clinica, un centro dove si curano i disturbi psichiatrici. Qui con alcuni test gli viene diagnosticata la paranoia, l'assoluta logicità della mente e la totale assenza di emozioni. Lemuel spiega al dottore di essere uno Zero-O e che il pensiero di quelli come lui sostiene che l'universo sarebbe perfetto se fosse costituito solo da energia distribuita omogeneamente. Dopodiché viene indirizzato in un luogo in cui si trovano altri Zero-O che stanno progettando la distruzione ed "omogeneizzazione" della Terra mediante potenti bombe, a cui sarebbe seguito un processo analogo per il resto del sistema solare, la galassia e infine l'intero universo. Il progetto inizia nell'estate del 1969: inizialmente viene raso al suolo tutto ciò che si trova sulla crosta terrestre, principalmente per eliminare gli esseri umani che potrebbero interferire col progetto. Poi vengono costruiti due terminali situati agli antipodi del pianeta per trasformarlo in un unico gigantesco ordigno (bomba T) e contemporaneamente viene completata la costruzione di una nave spaziale che deve trasferire gli Zero-O su Venere, successivo pianeta da fare esplodere. Quando la bomba T è quasi del tutto allestita alcuni esseri umani superstiti e molto più numerosi degli Zero-O compromettono la missione distruggendo uno dei terminali e uccidendo gli Zero-O. Alcuni Zero-O scappano con la nave ma Lemuel rimane preda degli "animali umani irrazionali".

#### Tornando a casa
(Titolo originale: Explorers We)
Sei astronauti tornano da una missione su Marte e quando atterrano si ritrovano in una città deserta. Vengono circondati da uomini dell'FBI, uno dei quali dice loro che la nave della spedizione di Marte si schiantò e non ci furono sopravvissuti. I sei astronauti disperati cercano di convincere gli altri di essere proprio loro, ma, senza essere ascoltati, viene dato loro fuoco col Napalm. È la ventiduesima volta, con una frequenza di una ogni due mesi, che arriva una nave con dei cloni dei sei astronauti morti su Marte e non si capisce quale sia lo scopo di questi avvenimenti. Il racconto si conclude con un altro gruppo di copie che sta per atterrare.

#### Meccanismo di ricordo
(Titolo originale: Recall Mechanism)
Los Angeles. Un uomo, Paul Sharp, va da un analista perché ha strane allucinazioni causate da un'esagerata paura dell'altezza, che gli impedisce di salire ai piani alti degli edifici, viaggiare in aereo e l'ha perfino spinto a cercare un analista che si trovasse al pian terreno. Durante la prima seduta, usando una particolare lampada, l'analista riesce a scavare nella mente del paziente e portare alla luce l'episodio che gli ha causato quella fobia. La stranezza è che Sharp gli rivela che quell'evento, concernente il suo lavoro, deve ancora accadere. Egli inconsapevolmente ha sempre visto il momento in cui sarà ucciso, gettato giù da un luogo alto (fatto che gli ha generato la paura dell'altezza). L'analista capisce tra sé che Sharp è un precog latente in grado di vedere il futuro e, congedato il paziente, telefona all'Agenzia Talenti Speciali da cui gli viene detto che, considerando la sua data di nascita, Sharp non ha assorbito abbastanza radiazioni (scatenate da una guerra nucleare) da avere un completo potere precognitivo, e che perciò non sarà accettato. Intanto un collega di Sharp che si reca da un altro analista, situato questa volta all'ultimo piano. Egli rivela all'analista di non poter fare a meno di stare in luoghi alti, viaggiare continuamente in aereo, eccetera.

#### Selvaggina pregiata
(Titolo originale: Fair Game)
Colorado. Anthony Douglas, fisico nucleare, una sera vede un enorme occhio che lo scruta da una finestra di casa sua. Ne parla con la moglie e con degli amici esperti di biologia e psicologia, con i quali ipotizza che potrebbe essersi trattato di cose tra le più disparate: un animale che si credeva estinto, Dio, un extraterrestre o semplicemente uno scherzo. Tornando a casa nota quello che sembra essere un lingotto d'oro sul ciglio della strada. Subito si ferma intenzionato a raccoglierlo ma poi, pensando che potesse trattarsi di una trappola per catturarlo da parte di qualcuno, riparte a tutta velocità. Prima di arrivare a casa gli pare di vedere, in cielo, la faccia a cui apparteneva l'occhio che lo scrutava dalla finestra, talmente grande da oscurare le stelle. Douglas ne parla ancora con i suoi amici e questa volta ipotizzano che possa trattarsi di una creatura proveniente da un'altra dimensione, che probabilmente lo cerca per le sue conoscenze scientifiche. Mentre discutono Douglas sente una voce che lo chiama dal cortile, esce e vede una ragazza che si allontana. La insegue e viene quasi colpito da alcuni fulmini; spaventato, scappa in macchina diretto a Denver. Lungo il tragitto le gomme si bucano e perciò smette di scappare: esce dalla macchina e aspetta per vedere che cosa succede. Una grande rete lo avvolge e lo porta sempre più in alto, tanto da allontanarsi dalla Terra. Vede due immense figure di cui percepisce i pensieri e una superficie avvicinarsi che assomiglia a una padella.

#### Il gioco della guerra
(Titolo originale: War Game)
In un magazzino di giocattoli ne arrivano alcuni nuovi da Ganimede da testare prima di metterli in vendita sulla Terra. Tre uomini ne provano uno costituito da una cittadella assalita da dodici soldati che funziona in modo totalmente automatico: dalla cittadella vengono sparati dei razzi contro i soldati i quali con varie strategie si avvicinano, nascondendosi dietro altri oggetti presenti nella stanza, cercando di assalirla. Notando che alcuni soldati sono entrati nella cittadella attraverso un'apertura in un muro, i tre iniziano a chiedersi che cosa succederà quando tutti si saranno introdotti all'interno. Intanto provano altri giochi e giocattoli: un costume che dà l'illusione di essere nei posti a cui si pensa e un gioco da tavolo simile al Monopoly chiamato "Sindrome". I tre si chiedono se il gioco della cittadella possa diventare una bomba o qualcosa di simile quando avrà "assorbito" tutti i soldati, ma quando l'ultimo vi entra dentro non succede niente, se non che i tre sentono nella propria mente una voce che si complimenta per il completamento del gioco. Considerando pericoloso il costume e non essendo del tutto convinti dal gioco della guerra, viene deciso di approvare la vendita solo della Sindrome. Un uomo lo porta a casa e ci gioca coi figli. Quando pensa di aver vinto la partita i figli, completamente presi dal gioco, gli dicono che le regole stabiliscono che non vince chi accumula più soldi ma chi se ne sbarazza per primo.

#### Presidente di riserva
(Titolo originale: Stand-by, indicato anche come Top Stand-by Job)
Negli Stati Uniti il ruolo di presidente è affidato a un meccanismo omeostatico chiamato Unicephalon 40-D, un "risolutore di problemi". Ad una persona è invece affidato il ruolo di Presidente di riserva, che dovrebbe prendere le decisioni al posto dell'Unicephalon 40-D in caso fosse fuori uso (cosa che non è mai accaduta, tant'è che ogni nuovo Presidente di riserva si trova un hobby da svolgere mentre è in carica, altrimenti non avrebbe niente da fare). La responsabilità di nominare il Presidente di riserva è di una agenzia chiamata Unione. Dopo ventidue anni passati a ricoprire questo ruolo Gus Schatz muore, lasciando posto al successore, Maximilian Fischer, un uomo grasso, sempre affamato e debole di cuore. Appena salito in carica viene intervistato dal più famoso presentatore televisivo, James Briskin detto Jim-Jam. Durante il mandato di Fischer l'Unicephalon 40-D per la prima volta si guasta (forse a causa di alcune navicelle aliene che stanno invadendo il sistema solare), permettendogli di diventare Presidente degli Stati Uniti a tutti gli effetti. Jim-Jam lo intervista di nuovo per questo avvenimento più unico che raro, mostrandosi però molto dubbioso sul fatto che Fischer possa essere in grado di assolvere quell'importante compito. Mentre cerca di risolvere la questione delle navi aliene, Fischer viene a sapere che Briskin l'ha denunciato alla Corte Federale per il suo essere Presidente senza essere stato eletto da nessuno e che lo stesso Briskin si candida come suo avversario alle elezioni. Fischer pensa a come impedire a Briskin di vincere, anche se ritiene che vincerà di sicuro perché ha già una popolarità altissima, perché sfrutta le sue numerose emittenti televisive per la campagna elettorale e perché, usando sapientemente le parole durante interventi in TV, fa passare Fischer per tiranno, diminuendone enormemente i consensi. Durante un intervento in TV di Briskin, però, l'Unicephalon 40-D interrompe le trasmissioni annunciando di essere tornato in funzione, di essere in guerra con le navi aliene, che la campagna elettorale è sospesa, che Fischer tornerà Presidente di riserva e che Briskin deve cessare la sua attività politica. Quest'ultimo decide di contestare la decisione dell'Unicephalon 40-D in tribunale e chiede in TV se qualcuno conosce un buon avvocato, mentre Fischer, rendendosi conto che essere Presidente regalava una certa soddisfazione, rimugina sull'idea che se l'Unicephalon 40-D non fosse stato riparato quella carica sarebbe ancora sua.
La storia di questo racconto prosegue in quello successivo.

#### Cosa ne facciamo di Ragland Park?
(Titolo originale: What'll We Do with Ragland Park?)
Questo racconto prosegue la storia del precedente.
Una settimana dopo che l'Unicephalon 40-D era tornato funzionante, Fischer aveva trovato il modo di farlo disattivare, tornando quindi Presidente degli Stati Uniti e facendo imprigionare Briskin. Ora Sebastian Hama, un ricco magnate della televisione con otto mogli e proprietario di molte tenute e addirittura intere città (come Portland, ma anche fuori dalla Terra), vuole Briskin per ravvivare un suo canale culturale. Contemporaneamente assume il cantante folk Ragland Park e gli fa comporre canzoni in cui far passare Briskin per vittima di ingiustizie e invocare la sua liberazione. Park dice a Hama che in passato si sono verificate strane coincidenze tra le canzoni che scrive e fatti realmente accaduti e Hama capisce che Park ha un qualche insolito potere, come la telepatia. Quando il Presidente Fischer sente le canzoni di Park in TV cerca di mettere a tacere Hama e il suo cantante convincendo una ex moglie di Hama a fare da bomba umana contro l'ex marito, ma la donna viene uccisa dalle guardie del corpo dell'uomo prima che possa avvicinarglisi. Quando viene fatta comporre a Ragland Park una canzone che racconta dettagliatamente la liberazione di Jim-Jam Briskin ed egli viene effettivamente liberato, Hama capisce infine che il cantante ha il potere di fare diventare realtà ciò che canta e anche Fischer lo intuisce (il cantante invece ne rimane fondamentalmente inconsapevole). A questo punto Hama ha paura di Ragland Park, rendendosi conto che con la portata immensa del suo potere con una semplice canzone potrebbe anche uccidere o perfino cambiare l'intero universo. Mentre Hama si chiede cosa fare di Ragland Park, il cantante è occupato a comporre nuove canzoni e gli viene la bizzarra idea di comporne una sulla propria morte a opera di agenti dell'FBI, e dopo pochissimo ciò avviene veramente. Max Fischer si congratula con sé stesso e col suo potere di aver indotto Park a scrivere una canzone sulla propria morte, mentre inizia a pensare a come combattere Hama e Briskin.

#### Se non ci fosse Benny Cemoli
(Titolo originale: If There Were No Benny Cemoli)
Un'astronave dell'URUC (un ente benefico per la ricostruzione) proveniente da Proxima Centauri atterra in una New York devastata da una guerra planetaria verificatasi un decennio prima (nel 2170) per ricercare indizi sulle cause che hanno scatenato il conflitto bellico, che ha lasciato ben poche forme di vita sul pianeta. Viene deciso di verificare lo stato di conservazione dei meccanismi del New York Times, il giornale omeostatico più diffuso al mondo al tempo della guerra, per cercare nel suo archivio storico. Un omeogiornale funziona in modo totalmente autonomo: raccoglie le informazioni, stampa e distribuisce le copie del quotidiano senza l'intervento umano. Appurato che gli unici danni riguardano il sistema di alimentazione, viene rimesso in funzione in poco tempo. Quando la prima edizione del giornale viene stampata gli uomini centauriani vi leggono sopra, non senza una certa sorpresa, articoli che riguardano il loro atterraggio, le loro operazioni e perfino i loro discorsi. Tra gli altri articoli ve ne è uno che parla di un certo Benny Cemoli, un rivoluzionario che, secondo l'articolo, sta marciando verso la città con un certo seguito di sostenitori. Viene deciso di verificare la cosa, ma di rivoluzionari non si trova traccia. Si pensa che l'omeogiornale possa avere subito dei danni più gravi di quanto si pensasse e che si inventi notizie non veritiere, ma nonostante questo le ricerche non vengono interrotte. Interrogato su quella figura "fantasma", un uomo dice che Cemoli è morto quindici anni prima, mentre un altro dice che allo scoppio della guerra era vivo ma che poi è sparito. Dopo ingegnose ricerche viene trovato un ritratto di Cemoli da giovane, seminascosto dietro un armadio dietro una porta murata all'interno di un negozio di frutta. Si pensa che Cemoli possa essere stato uno dei responsabili del disastro. La caccia al presunto pericoloso rivoluzionario e gli articoli del New York Times su di lui continuano, mentre un uomo sta per piazzare il prossimo indizio sulla vita di Benny Cemoli, un libro dove è riportato il programma di cambiamento da lui proposto, e già è pronto il successivo: un discorso "di Cemoli" registrato da un bravo imitatore. L'uomo è uno dei veri responsabili della guerra che spera, in questo modo, di non essere incriminato per le sue responsabilità, almeno per un po' di tempo.

#### I giorni di Perky Pat
(Titolo originale: The Days of Perky Pat)
Successivamente a una guerra all'idrogeno, i pochi sopravvissuti vivono in pozzi scavati in terra. I rifornimenti di cibo vengono recapitati loro da razzi provenienti da Marte, che li lasciano cadere a terra e poi se ne vanno. Questi rifornimenti sono di gran lunga troppo abbondanti rispetto alle necessità e per questo vengono parzialmente abbandonati nel punto dell'atterraggio. A Pinole, California, l'unica attività che occupa l'intera giornata degli adulti è giocare con una bambola chiamata Perky Pat, la quale ha una sua casa, una città in cui vive e un fidanzato. Il gioco di fatto riproduce la vita delle persone come era prima della guerra. Le persone parlano di Perky Pat quasi come se fosse una persona vera. I bambini non sono minimamente interessati a essa e svolgono altre attività come dare la caccia agli pseudo-gatti, animali mutanti che un tempo erano stati gatti o cani. Un giorno gli adulti vengono a sapere che ad Oakland hanno un'altra bambola, diversa da Perky Pat, chiamata Connie. Una coppia di Pinole, marito e moglie, decide di incontrarsi con alcuni di Oakland a metà strada, a Berkeley, per mostrare ognuno la propria bambola agli altri. La coppia di Pinole apprende che Connie è più vecchia di Perky Pat, è sposata anziché fidanzata e aspetta perfino un figlio. Nel corso di una partita sfidano le persone di Oakland e vincono la loro bambola. Al loro ritorno a Pinole propongono che anche Perky Pat un giorno abbia un figlio e per questo vengono cacciati, portandosi a dietro Connie.
La bambola Perky Pat comparirà anche nel romanzo Le tre stimmate di Palmer Eldritch.

### Volume 4

#### Pulce d'acqua
(Titolo originale: Waterspider, indicato anche come Water Spider)
In un imprecisato futuro alcuni astronauti, per effettuare una missione in minor tempo, vengono rimpiccioliti fino all'altezza di due centimetri. Durante la missione ci si accorge che non c'è modo di riportarli alle loro dimensioni naturali. Per risolvere il problema viene deciso di tornare nel passato e prelevare un precog che avesse raccontato, nella sua attività di scrittore, una storia riguardante la riduzione e la reintegrazione della massa per effettuare viaggi spaziali. Due uomini partono per il 1954 e poco dopo riescono, con una semplice scusa, a fare entrare lo scrittore prescelto, Poul Anderson, nella "draga-tempo" e a portarlo nel futuro. Una volta arrivati lo scrittore riesce a scappare, ma poi viene riacciuffato e costretto a inventarsi una formula per ridare massa a un corpo rimpicciolito. Dopodiché gli vengono cancellati i ricordi riguardanti quell'esperienza e viene rimandato nel suo tempo. Dopo poco gli uomini del futuro si chiedono se non abbiano fatto male a cancellargli la memoria e iniziano loro stessi ad avere le idee confuse su quello che è successo.
Tutti i precog presenti nel racconto, tra cui lo stesso Anderson, sono scrittori di fantascienza realmente esistiti. Altri nomi sono Ray Bradbury, Isaac Asimov, Alfred Elton van Vogt, Damon Knight, Jack Williamson, Murray Leinster, Margaret St. Clair. Dick nomina anche sé stesso per due volte.

#### Uno show originale
(Titolo originale: Novelty Act)
In un futuro ipotetico le persone vivono in enormi condomini con centinaia di appartamenti e il potere degli Stati Uniti è accentrato sulla first lady, Nicole, la quale è anche un importante personaggio televisivo. Due fratelli che in passato sono stati dei bravi suonatori di brocche e che ormai hanno ognuno il proprio lavoro e la propria vita, decidono di partecipare a una serie di concerti che si tengono alla Casa Bianca rispolverando per l'occasione i loro insoliti strumenti. In un'esibizione preliminare alla presenza di Nicole, a causa di un incidente i due vengono accusati di attentare alla vita della first lady. Viene anche loro rivelato che la Nicole che hanno davanti non è quella vera ma la quarta donna che prende il suo posto, fingendo di essere lei (la Nicole originale infatti dovrebbe avere circa novant'anni), dopodiché viene cancellata loro la memoria.
Questo racconto verrà poi elaborato da Dick nel romanzo I simulacri.

#### Oh, essere un Blobel!
(Titolo originale: Oh, to Be a Blobel!)
George Munster è un veterano della guerra contro i blobel, una razza aliena proveniente da Proxima Centauri, simile a una grossa ameba unicellulare, migrata nel sistema solare e installatasi su Marte e Titano.
Scelto come spia, era stato costretto per la sua missione ad assumere la forma corporea blobel ma come effetto permanente, da undici anni, si trasforma in blobel per dodici ore al giorno. Incapace di trovare lavoro o relazionarsi con gli altri, Munster si rivolge con poca convinzione a uno psicanalista elettronico, il dottor Jones, che lo fa incontrare con Vivian Arrasmith, un'ex-spia blobel che si trasforma in umana per tre quarti della sua giornata, invitandoli a stringere un rapporto.
Sei anni dopo George e Vivian si sono sposati e hanno tre figli, un maschio interamente blobel e due ibridi, maschio e femmina, e sono in attesa del quarto, una femmina interamente terrestre. George contribuisce economicamente nel matrimonio con solo la sua magra pensione dell'Onu, mentre tutta la famiglia deve fronteggiare l'ostilità e la diffidenza della gente. Riesce però con l'aiuto di Vivian ad avviare un piccolo commercio di una cintura dimagrante da loro inventata, basata su tecnologia blobel. George chiede a Vivian di trasferire la famiglia su Io, abitato dai blobel, dove lui sta portando l'azienda per ragioni fiscali, ma lei, temendo l'emarginazione da parte della sua specie, rifiuta. Dopo poco scoprirà che George ha un'amante e chiederà il divorzio.
Il racconto si conclude con Vivian che grazie ai progressi della medicina, per amore di George e per salvare il matrimonio, riesce a farsi stabilizzare permanentemente in forma umana, e George che come requisito per aprire la sua azienda su Io, si fa stabilizzare in forma blobel, sentendosi finalmente realizzato.

#### Bacco, tabacco e... Fnools
(Titolo originale: The War with the Fnools, 1968)
La Terra è attaccata da un popolo alieno, i Fnools, che cercano di conquistare il mondo con una invasione e mille trucchi, travestendosi da terrestri e infiltrandosi in tutti gli ambienti. Sono sbarcati negli USA e in tutto il resto del mondo (Berlino, Varsavia, Russia). Hanno però un difetto che permette di scoprirli: sono alti tutti sessanta centimetri e i loro ingegnosi travestimenti (agenti pubblicitari, danzatori popolari, venditori immobiliari e altri) vengono scoperti prima o poi dai terrestri, in particolare dall'eroe del romanzo, il capitano Lightfoot, un militare disincantato e disilluso cacciatore di Fnools, e respinti.
Succede però un fatto imprevisto: durante una di queste incursioni, il capitano Lightfoot viene incaricato dal maggiore Hauck del quartier generale terrestre di prendere qualche prigioniero Fnools, per trattare. Dopo una sparatoria quasi mortale, ne cattura due e li porta al comando dal maggiore Hauk. Uno dei Fnool prigionieri lo vede fumare e chiede di fumare la sigaretta (il tabacco del titolo), la fuma per prova, diventando alto un metro e venti. Tutti gli altri Fnools diventano alti come lui.
Rientrato al quartier generale, Lightfoot si scola dello scotch whisky, distraendosi un attimo. Uno dei Fnool lo disarma e gli impone di consegnargli il liquore: lo beve (il bacco del titolo) e diventa alto un metro e ottanta. Anche il suo compagno Fnool fa come lui e diventa più alto. Irrompe però Hauck, che dopo una sparatoria uccide uno Fnooliano e libera Lightfoot.
I terrestri si disperano: stavolta l'invasione dei Fnools avrà successo, perché non sarà più possibili distinguerli da loro. Lightfoot si lancia sulle tracce del Fnooliano, cercando di eliminarlo e al tempo stesso di trovare un rimedio al suo errore, che costerà alla Terra di essere invasa e conquistata. Ingaggia una sparatoria all'ultimo sangue, cercando al tempo stesso di pensare una soluzione al problema più grande. Il Fnooliano si introduce in un rifugio sotterraneo per militari di alto grado, dove c'è anche una segretaria giovane e bella. Per sfuggire al cacciatore, si rinchiude con la segretaria in uno stanzino. Il cacciatore di Fnool lo attende oltre la porta, con la pistola spianata. Passa il tempo. Il cacciatore intima al Fnooliano di uscire con le mani alzate: il Fnooliano, ormai alto due metri e quaranta, esce arrendendosi.

#### Odissea sulla Terra
(Titolo originale: A Terran Odyssey)
La storia parla delle vicende di alcune persone che vivono in un mondo devastato da una guerra nucleare mondiale che ha distrutto gran parte del mondo preesistente. In particolare, Stuart McConchie è un mercante che cerca di sopravvivere vendendo trappole per animali selvatici mutanti ed Edie Keller è una bambina che afferma di avere un fratello all'interno dell'addome che le parla e che vorrebbe uscire.

#### Quel che dicono i morti
(Titolo originale: What the Dead Men Say)
In un futuro ipotetico, quando una persona muore il suo corpo viene ibernato per essere poi riportato in vita un certo numero di volte per un certo periodo di tempo, entrambi limitati. L'imprenditore Louis Sarapis è appena morto ma al momento della prima resurrezione, che è stata richiesta subito dopo la morte, qualcosa va storto e non si riesce a riportarlo in vita, col rischio che muoia per sempre. Contemporaneamente su tutti i televisori e sulle radio viene avvertita la sua voce che invita continuamente a votare per un certo candidato politico, il suo preferito quando era in vita. Dopo varie ricerche e rivelazioni si scopre che la voce che si sentiva non era il morto ma sua nipote, dotata di particolari poteri, che lo imitava alla perfezione per ottenere dei vantaggi dall'eventuale vittoria del candidato che imponeva a tutti di votare.

#### Giocate e vincete
(Titolo originale: A Game of Unchance)
Alcune persone vivono e lavorano su Marte. La vita è molto monotona e quando, saltuariamente, arriva una nave-fiera che fa divertire tutti, c'è grande eccitazione. L'ultima volta che una nave è atterrata tutte le persone sono state imbrogliate, avendo vinto degli oggetti di nessun valore dopo aver speso molto per giocare, per cui questa volta sono decisi a stare più attenti. Il premio in palio è una bambola all'apparenza ben fatta. Ne vengono vinte numerose ma dopo poco tempo si scopre che esse li spiano con microfoni nascosti. La successiva nave-fiera che atterra ha in palio delle trappole per bambole spie.

#### I seguaci di Mercer
(Titolo originale: The Little Black Box)
Wilbur Mercer ha fondato una nuova sorta religione. I suoi seguaci possono entrare in empatia con le sue emozioni tenendo con le mani un oggetto chiamato "scatola empatica". Non sono ben visti dal resto della gente per cui sono costretti a esercitare il loro credo in segreto.

#### Il gatto
(Titolo originale: Precious Artifact)
Un uomo vive su Marte come altri superstiti a una guerra combattuta tra i terrestri e alieni provenienti da Proxima Centauri. La Terra è stata quasi distrutta ed è in corso di ricostruzione. Decide prendersi una vacanza da passare sul pianeta natio, durante la quale scopre che è stato colonizzato dagli alieni e che di terrestri autentici non ce ne sono rimasti più. Al ritorno si porta un gatto come ultimo vero animale terrestre, ma in realtà trattasi di un'imitazione di fattura aliena.

#### Orfeo dai piedi d'argilla
(Titolo originale: Orpheus with Clay Feet)
Nel 2040 è diventata usanza comune tornare nel passato per ispirare importanti opere o azioni a personaggi famosi, senza modificare il passato (le opere infatti sarebbero state create comunque) ma ottenendo il merito di averne causato la creazione. Jasse Slade ha deciso di essere l'artefice del passaggio da sceneggiatore di film western ad autore di fantascienza di tale Jack Dowland. Quando arriva nel 1956 tenta di convincere lo scrittore in modo assai goffo, non riuscendo nell'intento e, anzi, facendo odiare la fantascienza a Dowland, che non si occuperà mai di tale genere a parte per il racconto del suo incontro con Slade, intitolato Orfeo dai piedi d'argilla.
Dick nel racconto nomina sé stesso, affermando che il racconto di Dowland è stato pubblicato con lo pseudonimo di Philip K. Dick. Il racconto, uscito nel 1964 sulla rivista Escapade, è stato pubblicato con lo pseudonimo di Jack Dowland, andando a creare l'illusione che la vicenda sia accaduta realmente. Nel racconto sono nominati anche Isaac Asimov e Robert Heinlein.

#### Sindrome regressiva
(Titolo originale: Retreat Syndrome)
Un uomo ha il chiaro ricordo di aver ucciso la sua ex moglie, ma nonostante ciò la incontra e le parla. È inoltre convinto di essere in California quando invece si trova su Ganimede. Fa spesso visita a uno psichiatra e tenta continuamente di uccidere la ex per far coincidere ciò che lui ricorda con la realtà, ma dopo ogni tentativo scopre che lei non l'ha neppure visto, né tanto meno è morta.

#### Memoria totale
(Titolo originale: We Can Remember It For You Wholesale. Tradotto anche come Chi se lo ricorda, Ricordi per tutti, Ricordi in vendita e Ricordiamo per voi)
Douglas Quail, un semplice impiegato abitante sulla Terra, è ossessionato dall'idea di andare su Marte. Rendendosi conto tuttavia che la sua fantasia non potrà mai essere realizzata, sia per l'elevatissimo costo del viaggio, sia perché le autorità terrestri non consentono il viaggio verso Marte per motivazioni futili, si rivolge alla Rikord, una società specializzata nell'impiantare falsi ricordi nella mente umana. Quail si sottopone all'operazione, ma durante l'impianto quelli della Rikord scoprono che la mente di Quail è stata manipolata e che l'uomo è stato effettivamente su Marte.
Temendo complicazioni con la polizia, gli uomini della Rikord cercano di cancellare dalla mente di Quail qualsiasi ricordo della società e poi lo scaricano su un taxi che lo riporta a casa sua. Quail non ricorda quasi nulla della Rikord, ma i ricordi di Marte iniziano a riaffiorare. Quail viene arrestato dai servizi segreti che inizialmente vogliono eliminarlo, ma vengono in seguito convinti da Quail che è meglio ricondizionarlo come avevano già fatto in precedenza, utilizzando però, questa volta, dei ricordi che possano meglio adattarsi al suo ego. Dopo una visita con degli psicologi, questi elaborano una storia secondo cui Quail avrebbe aiutato degli alieni e questi per riconoscenza gli avrebbero promesso di non conquistare la Terra finché lui fosse stato in vita. Il racconto termina durante la fase di impianto dei ricordi, quando i tecnici dei servizi segreti scoprono che il cervello di Quail era già stato ricondizionato, e che la storia degli alieni non era solo una fantasia del cervello di Quail, ma la realtà.
Dal racconto il regista Paul Verhoeven ha tratto il film Atto di forza (Total Recall) del 1990 interpretato da Arnold Schwarzenegger. Il film, pur avendo la prima parte fedele al racconto, se ne allontana concentrandosi su Marte, sviluppando così una storia abbastanza diversa. Atto di forza ha avuto un remake nel 2012, che presenta una trama ancor più diversa dal racconto originale.
In italiano il titolo del racconto è anche tradotto come Memoria totale, mentre è uscito nella collana Urania (n. 490, 16 giugno 1968) con il titolo Chi se lo ricorda.

#### Teologia per computer
(Titolo originale: Holy Quarrel)
Un avanzato sistema computerizzato creato per garantire la sicurezza dà l'allarme di un grave pericolo nel nord della California. Il computer indica come pericolo un uomo che installa distributori automatici di chewing gum e le gomme stesse. Inizialmente non viene creduto possibile, ma poi con diverse domande il computer afferma che l'uomo è in realtà il Diavolo. Il finale del racconto suggerisce che le gomme da masticare siano una sorta di uova che si moltiplicano a velocità sempre maggiore invadendo il mondo.

#### Il suo appuntamento è fissato per ieri
(Titolo originale: Your Appointment Will Be Yesterday)
È stato inventato un oggetto, chiamato svabblo, che permette a chi ne possiede uno di fare scorrere il tempo al contrario. Queste persone, contrariamente alla gente comune, ringiovaniscono e sono imberbi. Alcune persone cercano di viaggiare indietro nel tempo per impedire all'inventore dello svabblo di crearlo.

#### Partita di ritorno
(Titolo originale: Return Match)
Degli alieni installano sulla Terra dei casinò molto frequentati dai terrestri. Appena qualcuno vi si avvicina per investigare i locali vengono distrutti e gli alieni se ne vanno con navi spaziali. Un flipper ancora integro viene esaminato per scoprirne i segreti: sulla tavola è rappresentato un villaggio alieno ed è presente una catapulta per tirare le palle addosso al giocatore. In seguito l'appartamento dell'uomo che aveva testato il flipper viene preso d'assalto da palle giganti.

#### La fede dei nostri padri
(Titolo originale: Faith of Our Fathers)
Un uomo viene convinto da un venditore ambulante a comprare un farmaco omeopatico. Dopo averlo assunto guarda la TV, ma invece del leader politico vede una specie di robot fatto di meccanismi. L'uomo fa analizzare la sostanza che si scopre non essere un allucinogeno, come lui sospettava, ma un antiallucinogeno. Poi viene visitato da una ragazza che non conosce la quale gli rivela che tutta l'acqua che la gente beve è contaminata da allucinogeni e che le persone che hanno assunto sostanze in grado di annullarne l'effetto hanno visto il leader sotto diverse forme, tutte mostruose. L'uomo viene assoldato per scoprire che cos'è in realtà quella creatura, ma dopo averla incontrata di persona dice ai ribelli di lasciare perdere la faccenda perché quell'essere non potrà mai essere sconfitto.

#### Legatura in pelle
(Titolo originale: Not by Its Cover)
Marte. Alcune persone scoprono che la pelle di un animale particolarmente longevo usata per ricoprire i libri ne modifica il contenuto, enfatizzando i riferimenti alla vita dopo la morte (come nella Bibbia) e stravolgendo completamente quelli che la negano (come nel De rerum natura di Lucrezio). Un uomo decide di farsi imbottire la bara con questa pelle quando morirà.

#### Il racconto che mette fine a tutti i racconti
(Titolo originale: The Story to End All Stories for Harlan Ellison's Anthology "Dangerous Visions", indicato anche come The Story to End All Stories for Harlan Ellison's Anthology)
Una donna (terrestre) ha rapporti sessuali con una femmina aliena e concepisce. Quando nasce il figlio se lo mangia e successivamente scopre che esso era Dio.

#### Le formiche elettriche
(Titolo originale: The Electric Ant. Tradotto anche La formica elettrica)
Garson Poole scopre di essere un androide o, come vengono denominati nel suo mondo, una "formica elettrica". Poole scopre di non essere un essere vivente ma di essere solamente un androide comprato dai suoi proprietari per svolgere dei lavori amministrativi. Nel racconto Poole scopre che tutte le sue esperienze sensoriali future sono codificate in un sottilissimo nastro nascosto nel suo torace e decide di fare degli esperimenti con esso per poter scoprire quanto è realmente limitato da esso. Scopre che i fori del nastro definiscono delle precise esperienze sensoriali e che senza nastro non è in grado di percepire nulla. Pensando di non avere nulla da temere decide di tagliare il nastro e di vedere come si sarebbe comportato il suo cervello elettronico trovandosi sommerso da tutti gli stimoli possibili che il nastro poteva produrre. Il suo cervello viene sommerso dagli stimoli e il robot emette una nube di fumo segno della sua distruzione.
Il finale è tipico di Dick, con la realtà che alla fine del racconto inizia a scomparire come se esistesse solo in quanto percepita dall'androide.

#### Cadbury, il castoro scarso
(Titolo originale: Cadbury, the Beaver Who Lacked)
Un castoro non sopporta più sua moglie, anzi la odia. Cerca nuove compagnie femminili e conosce una ragazza che si scoprirà avere tre personalità differenti: una tenera, paziente e protettiva, una dall'aspetto asiatico e una che minaccia azioni burbere e parla usando parolacce. Tutte e tre però sono accomunate dall'interesse per i soldi di Cadbury.

#### Le pre-persone
(Titolo originale: The Pre-Persons, indicato anche come The Pre-Person)
In un futuro immaginario l'aborto è stato estremizzato alzando l'età del nascituro ben oltre la nascita stessa: fino a dodici anni, età alla quale è stato stabilito che l'anima entra nel corpo delle persone, una famiglia può decidere di non tenere più un figlio. I bambini rifiutati che non vengono adottati da altre famiglie vengono uccisi "succhiandone l'aria dai polmoni". Un uomo si oppone a questa pratica affermando di essere anch'egli senza anima. Il finale lascia intendere che la Clinica, cioè il luogo dove venivano raccolti i bambini appena catturati, cesserà la sua attività.

#### Temponauti
(Titolo originale: A Little Something for Us Tempunauts'', indicato anche come A Little Something for Us Temponauts)
Durante la Guerra fredda gli Stati Uniti tentano di superare l'Unione Sovietica nel viaggiare avanti nel tempo. Ufficialmente la missione comporterà uno spostamento temporale di cento anni, ma in realtà il viaggio è di una sola settimana. Durante il ritorno qualcosa va storto e i tre viaggiatori muoiono. Durante il loro funerale, celebrato una settimana dopo il viaggio nel tempo, si verifica la paradossale situazione in cui i tre assistono al loro stesso funerale. Essi hanno la sensazione di aver vissuto la situazione forse un milione di volte e cercano di interrompere il circolo distruggendo la nave temporale durante il ritorno, ma questa è esattamente la causa per cui essi muoiono. Si trovano, così, intrappolati in un circolo senza fine nel quale si ritrovano al loro funerale e poi muoiono durante il ritorno. Questo ciclo infinito dona loro, in un certo senso, l'immortalità.

#### L'occhio della Sibilla
(Titolo originale: The Eye of the Sibyl, indicato anche come The Eye of the Sybil)
Un sacerdote dell'Antica Roma, Philos Diktos, dopo un incontro con la Sibilla, ha una visione di sé stesso duemila anni dopo, quando, ancora studente, decide di diventare scrittore di fantascienza e poi, più adulto, quando è uno scrittore affermato. Durante quel periodo apprende che gli dèi ("gli immortali") dopo che gli uomini hanno subito duemila anni di repressione, tortura, prigione e sonno, stanno infine cominciando a salvarli.
Il racconto è in prima persona.

#### Il giorno che il signor Computer uscì di testa
(Titolo originale: The Day Mr Computer Fell out of its Tree)
Un giorno un sistema computerizzato che governa tutti gli aspetti della vita quotidiana chiamato "il Signor Computer", inizia a fare cose assurde come dare vestiti da donna agli uomini, fare uscire dai rubinetti una bibita, servire sapone al posto del caffè o scrivere sui giornali che Hitler è stato eletto papa. Tutto ciò è da imputarsi al fatto che il signor Giosè Criticabile non ha più amore per la vita.
Dick nomina sé stesso facendo ipotizzare a Criticabile che il computer sia impazzito dopo aver letto i suoi racconti.

#### L'ultimo test
(Titolo originale: The Exit Door Leads In)
Un uomo vincendo a una lotteria ha la possibilità di frequentare un college e specializzarsi in una facoltà. Un giorno gli vengono in mano dei documenti segreti riguardanti un'invenzione che potrebbe migliorare la vita di molta gente. Lui sa che è vietato divulgarli e inizialmente li nasconde non sapendo come comportarsi, ma poi decide di riconsegnarli. A quel punto viene espulso dal college perché quello che gli è successo era un test per verificare la sua attitudine a sfidare l'autorità.

#### Il caso Rautavaara
(Titolo originale: The Rautavaara's Case)
Durante una missione spaziale a una nave capita un grave incidente: due uomini muoiono, mentre una donna, Agneta Rautavaara, è in fin di vita e viene soccorsa da entità aliene prive di corpo provenienti da Proxima Centauri, le quali le salvano il cervello ma non il corpo. Queste ultime, mentre contattano la Terra per informare dell'incidente, hanno modo di confrontare il proprio approccio alla spiritualità con quello degli umani e di constatare che sono l'uno l'opposto dell'altro. Gli umani contattati dicono loro di lasciare morire la donna.
Il racconto è esposto in prima persona da una delle entità aliene.

#### Spero di arrivare presto
(Titolo originale: I Hope I Shall Arrive Soon)
Per effettuare un lungo viaggio spaziale che durerà dieci anni alcune persone sono state congelate per essere poi risvegliate all'arrivo. Per una di loro, però, la procedura non è stata effettuata correttamente e a un certo punto si sveglia, pur avendo il corpo congelato. La nave spaziale, che è in grado di parlare, avendo constatato che non si può fare niente per rimediare all'inconveniente fino all'arrivo, cerca di intrattenerlo facendogli rivivere episodi della sua infanzia e giovinezza. All'arrivo l'uomo viene accolto dalla sua ex ed è molto provato dall'esperienza, parlando continuamente dei ricordi che ha rivissuto durante il viaggio.

#### Catene d'aria, ragnatela d'etere
(Titolo originale: Chains of Air, Web of Aether)
Su un pianeta coperto dai ghiacci, alcune persone vivono e lavorano in solitario all'interno di cupole dove sorvegliano i macchinari per le comunicazioni. In due cupole vicine tra un uomo e una donna capita saltuariamente di comunicare. Un giorno lui apprende che lei è malata di sclerosi multipla e si sente obbligato a prendersi cura di lei, anche se ne farebbe volentieri a meno. Gli viene comunicato che probabilmente morirà e di non avvicinarla ma lei poco a poco guarisce.

#### La mente aliena
(Titolo originale: The Alien Mind)
Un uomo cerca di decidere cosa fare durante un viaggio spaziale che durerà due anni dopo che la sua nave è stata sabotata e privata di un sistema che permette di dormire forzatamente.

#### Strani ricordi di morte
(Titolo originale: Strange Memories of Death)
Un uomo riflette su varie cose tra cui il fatto che probabilmente una sua coinquilina verrà sfrattata, di avere avuto la fortuna di poter comprare il proprio appartamento, di una sua ex a cui vuole scrivere un biglietto.
Il racconto è in prima persona.

## Edizioni
- Philip K. Dick, Le presenze invisibili. Volume primo, Milano, Mondadori, 1994, ISBN 88-04-38520-0.
- Philip K. Dick, Le presenze invisibili. Volume secondo, Milano, Mondadori, 1995, ISBN 88-04-40192-3.
- Philip K. Dick, Le presenze invisibili. Volume terzo, Milano, Mondadori, 1996, ISBN 88-04-41615-7.
- Philip K. Dick, Le presenze invisibili. Volume quarto, Milano, Mondadori, 1997, ISBN 88-04-43337-X.
- Philip K. Dick, Tutti i racconti 1947-1953, Roma, Fanucci, 2006, ISBN 88-347-1211-0.
- Philip K. Dick, Tutti i racconti 1954, Roma, Fanucci, 2008, ISBN 88-347-1404-0.
- Philip K. Dick, Tutti i racconti 1955-1963, Roma, Fanucci, 2009, ISBN 88-347-1497-0.
- Philip K. Dick, Tutti i racconti 1964-1981, Roma, Fanucci, 2009, ISBN 88-347-1552-7.